# Antietami csata
Az antietami csatát (konföderációs megjelölés szerint a sharpsburgi csatát) 1862. szeptember 17-én Sharpsburg közelében vívták, az Antietam-patak mentén. Ez volt a döntő ütközet a konföderációs erők marylandi hadjáratában, és az amerikai polgárháború első nagyobb, északi területen lezajlott összecsapása. 23 000 fős összveszteséggel ez volt az USA addigi legvéresebb, egy napon belül lezajlott ütközete.
Miután Robert E. Lee, a Konföderáció tábornagya Marylandbe űzte az Unió hadseregét, George B. McClellan vezérőrnagy támadást indított Lee az Antietam-patak mögött védelmi állásokat elfoglaló hadseregével szemben. Szeptember 17-én hajnalban Joseph Hooker vezérőrnagy hadteste lendületes támadást indított Lee balszárnya ellen. Hullámzó küzdelem folyt a Miller-szántón és a Dunker Church körül. A Sunken Road (megsüllyedt út) elleni uniós támadások áttörték a konföderációs centrumot, de a sikert nem aknázták ki. Délután megérkezett Ambrose Burnside vezérőrnagy hadteste és beavatkozott a küzdelembe, miáltal az Unió megkaparintotta az Antietam-patak kőhídját és a konföderációs jobbszárnyat szorongatta. Az ütközet tetőpontján A. P. Hill vezérőrnagy konföderációs hadosztálya is megérkezett Harpers Ferry irányából és váratlan ellentámadást indított, amivel estig visszaszorította Burnside erőit. A kétszeres létszámfölényben levő uniós csapatoknak csak háromnegyede vett részt a csatában, míg Lee teljes erejét bevetette, s ezzel megmenekült a vereségtől. Az éjszaka folyamán mindkét hadsereg megerősítette állásait. A súlyos veszteségek ellenére Lee rajtaütésekkel nyugtalanította McClellan erőit szeptember 18-a folyamán, miközben megroggyant harcképességű hadseregét visszavonta a Potomac folyótól délre.
Létszámfölénye ellenére McClellan hadserege nem tudta egyesíteni erőit, mely lehetővé tette, hogy Lee átcsoportosításokkal egyenlítse ki a kritikus helyeken mutatkozó létszámhátrányt. Bőséges erők álltak tartalékban, mégsem sikerült a helyi sikereket elmélyíteni, s ezáltal McClellan képtelen volt Lee hadseregét megsemmisíteni. Ezzel együtt azonban Lee marylandi hadjárata véget ért, hadserege visszahúzódott Virginiába, anélkül, hogy az óvatoskodó McClellan üldözte volna. A döntés a csatatéren elmaradt, de a déliek visszavonulása elég volt ahhoz, hogy Abraham Lincoln elnök megragadja az alkalmat az Emancipációs kiáltvány kihirdetésére, mely óvatosságra intette a brit kormányt és III. Napóleont a Konföderáció elismerése terén.

## Előzmények

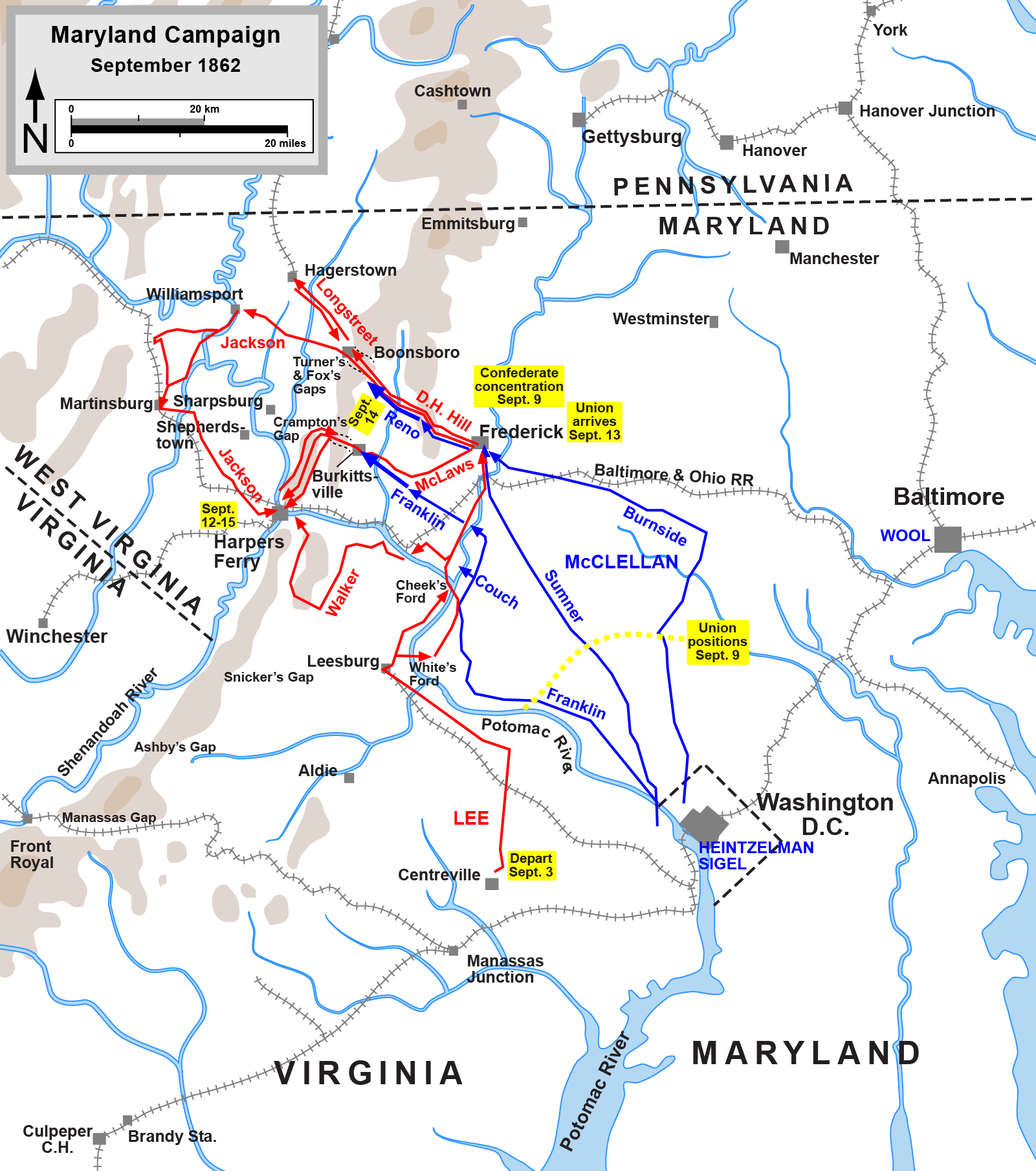
A marylandi hadjárat csapatmozgásai

Lee kb. 55 000 fős Észak-Virginiai Hadserege 1862. szeptember 3-án behatolt Maryland állam területére, miután a második Bull Run-i csatában, augusztus 30-án legyőzte a John Pope vezette Potomac hadsereget. A sikeren felbuzdulva a Konföderáció döntéshozói elhatározták, hogy a háború színterét áthelyezik az ellenség földjére. Lee marylandi támadását összhangban hajtották végre Braxton Bragg és Edmund Kirby Smith tábornokok Kentucky elleni támadásával. Az észak-virginiai farmok élelmiszer-tartalékának kimerültével a hadszíntér megváltoztatása logisztikai szükségességnek látszott. A Konföderáció vezetői az 1861-es baltimore-i zavargásokból és abból, hogy Lincoln beiktatása után annak álruhában kellett keresztülutaznia a városon arra következtettek, hogy Maryland örömmel fogadja majd őket. Csapataik a Maryland, my Maryland nótáját énekelve masíroztak az államban, de ott az uniót fenntartó vélemények kerekedtek fölül azóta, különösen az állam hadjárattól is érintett nyugati felén. A lakosok általában házaik mélyére bújtak Lee hadseregének közeledtére, míg a Potomac hadsereget megéljenezték. Néhány konföderációs politikus, köztük Jefferson Davis, az Amerikai Konföderációs Államok elnöke reménykedett, hogy az északi területen aratott katonai győzelem meghozza a külföldi elismeréseket országa számára. Az elismeréssel együtt anyagi támogatásban is reménykedtek az Egyesült Királyság, valamint a II. Francia Császárság részéről, noha nincs bizonyítéka, hogy Lee katonai terveiben számolt volna ilyesféle lehetőséggel.
Miközben McClellan 75 500 fős Potomac hadserege Lee erőinek feltartóztatására indult, Barton W. Mitchell tizedes és John M. Bloss törzsőrmester, a 27. Indianai Önkéntes Gyalogezred katonái megtalálták Lee 191-es különleges utasításának másolatát, melyet megsemmisítés helyett három szivar becsomagolására használtak fel, s aztán elvesztettek. A parancsból megtudható volt, hogy Lee két, egymástól külön vonuló oszlopra osztotta fel Harpers Ferry és Hagerstown felé masírozó hadseregét, mely lehetőséget nyújtott rá, hogy elszigeteljék és külön-külön megsemmisítsék mindkettőt, amennyiben McClellan képes elég gyorsan lecsapni. McClellan körülbelül 18 órányi hezitálás után határozott az előrenyomulásról és a szerzett értesülés kihasználásáról. Csapatai lassú mozgatása jelentősen rontotta Lee döntő legyőzésének esélyét.
A marylandi hadjárat két fontos eseménye játszódott le az Antietami csatát megelőzően: Stonewall Jackson vezérőrnagy elfoglalta Harpers Ferry-t, McClellan pedig szeptember 14-én átnyomult a Blue Ridge Mountains ormain a South Mountain csatában. Előbbi azért volt jelentős, mert Lee haderejének jelentős részét lefoglalta az uniós helyőrség pacifikálása, s így nem tudott beavatkozni az ütközet nyitó szakaszában, míg utóbbinál a konföderációs hátvéd kitartó védekezése a két hágónál jelentősen lassította McClellan előrenyomulását. Ez az időnyereség elégnek bizonyult Lee számára, hogy kéznél levő erőit Sharpsburg közelében összevonja.

## Haditervek és előkészületek

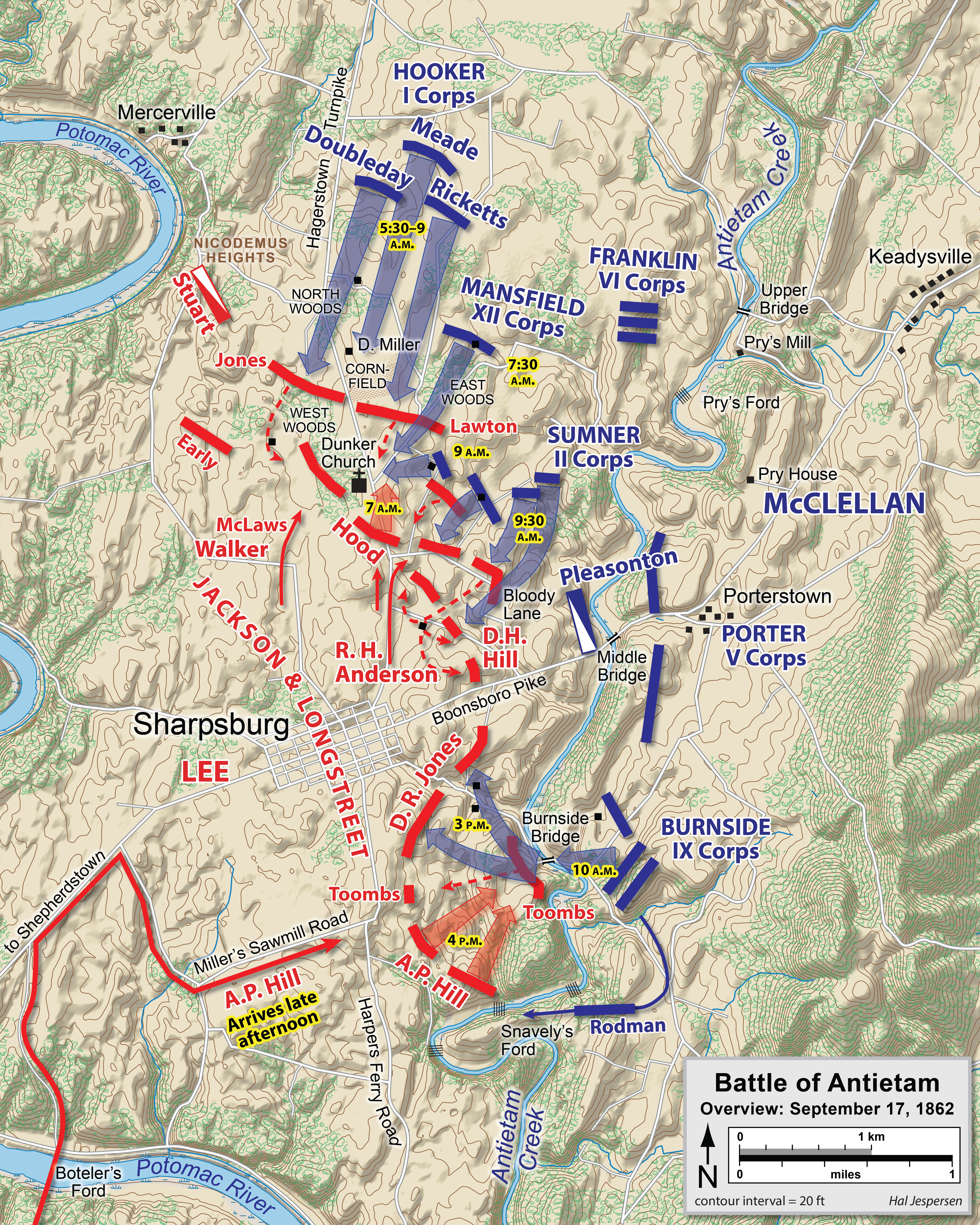
Az csata eseményeinek áttekintése

Lee az Antietam-patak mentén, Sharpsburg közelében helyezte állásba katonáit szeptember 15-től kezdődően. Bár az állás kedvező volt, mert a déli csapatok egy viszonylag jól védhető gerincen helyezkedtek el, de nem volt áttörhetetlen. A terep töltéseivel, kőfedezékeivel jó búvóhelyet kínált a gyalogságnak. Az állások előtt folyó patak a maga 20-30 méteres szélességével csak kisebbfajta akadályt jelentett egy támadás számára, könnyedén át lehetett gázolni rajta és egymástól másfél kilométer távolságban három kőhíd is ívelt át felette. Kedvezőtlen volt a helyválasztás abból a szempontból, hogy a visszavonulás útját a Potomac teljes mértékben lezárta, s csak egy átkelőhelye, a Shepherdstown melletti Boteler's Ford volt elérhető a déli katonák számára.
Szeptember 15-én délután, mikor az első két uniós hadosztály megjelent a közelben, Lee mindössze 18 000 fővel rendelkezett. Amennyiben szeptember 16-a reggelén McClellan támadott volna, kb. háromszoros létszámfölényben tehette volna, ámde McClellan szokás szerint túlbiztosította magát és abban a hitben volt, hogy Lee-nek 100 000-es hadserege van, így egy napot várt a támadással. Ez időt adott az állások megerősítésére és hogy Longstreet és Jackson hadteste csatlakozzon hozzá Hagerstown, illetve Harpers Ferry irányából. A terep jó fedezéket nyújtott az északiaknak is. "Stonewall" Jackson vezette a déliek balszárnyát északon, amely a Potomac-folyóra, James Longstreet vezérőrnagy pedig jobbszárnyat délen, amely az Antietam-patakra támaszkodott. Az uniós sereg késlekedése miatt a konföderációsok kellőképp meg tudták szervezni a védekezést és erős állásokat tudtak kiépíteni.
Szeptember 16-án este McClellan utasította Joseph Hooker vezérőrnagyot, hogy első hadtestével keljen át a patakon és bocsátkozzon harcba a déliek balszárnyával, hogy felmérjék az ellenség erejét. George G. Meade dandártábornok hadosztálya óvatosan meg is támadta a konföderációs állást egy erdős részen az ún. East Woodsnál (keleti erdő). Az éj leszálltával az északiak folyamatos ágyútűz alatt tartották a déli állásokat, mialatt elfoglalták pozícióikat. McClellan az ellenség által jól belőhető hidakon való átkelés mellőzésével a konföderációs balszárnyat akarta legázolni. 3 hadtesttel tervezte a balszárny elleni támadást, egy hadosztály tartalékban maradt volna, az ötödik hadosztállyal pedig a déli hidakon átkelve a jobbszárny ellen intézett volna figyelemelterelő támadást. A tartalék a centrumban támadott volna, ha bármelyik támadás sikeresnek bizonyul. Azonban az East Woods-i összecsapás miatt Lee megsejtette a tervet és átrendezte a védelmet. Balszárnyát megerősítette és üzenetet küldött a még meg nem érkezett Lafayette McLaws Richard H. Anderson és A. P. Hill vezérőrnagyoknak, hogy siessenek segítségére a parancsnokságuk alatt levő összesen három hadosztállyal.
McClellan rosszul kommunikálta és gyengén kivitelezte terveit. Beosztott parancsnokait csak azok saját hadtestének feladatairól tájékoztatta, az ütközet általános haditervéről nem. A terep megnehezítette, hogy a csapatparancsnokok áttekintsék a helyzetet, McClellan főhadiszállása pedig két kilométerrel a frontvonal mögött elhelyezkedő Pry házban volt berendezve, mely nem segítette a hadtestek hatékony irányításában.

## Az ütközet
McClellan hibáinak következtében a szeptember 17-i ütközet gyakorlatilag három, egymástól elkülönülő és nagyobbrészt koordinálatlanul maradó szakaszban ment végbe: reggel a csatatér északi felén, napközben a középső állások körül, végül este a dél felé eső szárnyon. A műveletek összehangolatlansága miatt az uniós erők létszámfölénye nem tudott érvényesülni, mivel Lee a külön-külön indított támadások során szabadon csoportosíthatta át védelmi erőit, s egyenként nézhetett minden rohammal szembe.

### Szeptember 17-e, reggel

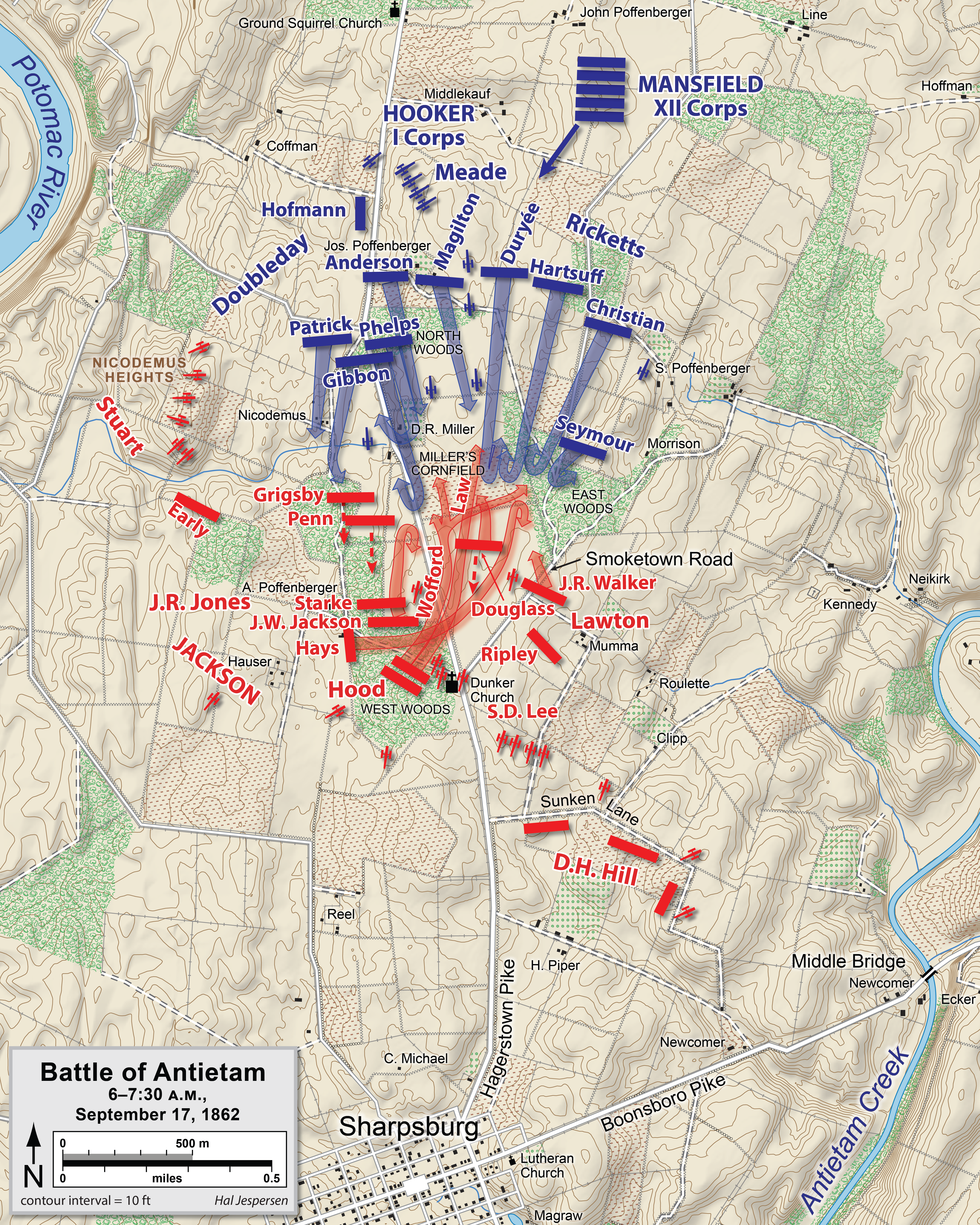
Az uniós I. hadtest támadása de. 5:30 és 7:30 között

Szeptember 17-én reggel fél hatkor Hooker 3 hadosztályban összefogott 8600 katonája lendült támadásra, élükön Meade, Abner Doubleday és James B. Ricketts dandártábornokokkal. A támadás célpontja egy fennsíkon elhelyezkedő templom, a Dunker Church volt. A 7700 fő déli katona védekezését "Stonewall" Jackson irányította. Létszámhátrányukat bőven kiegyenlítette a jól védhető állás, amely a West Woods erdejétől, a Miller-kukoricás déli szélén át az East Woods erdejéig húzódott.
Mikor az első uniós katona feltűnt a North Woods irányából, heves tüzérségi párbaj kezdődött. A folyamatos ágyúzás alatt álló és rosszul belátható kukoricásért öldöklő küzdelem folyt. Egyes számítások szerint nem kevesebb mint tizenötször cserélt gazdát. Az északiak egymás után indították a rohamokat, amikre déli ellentámadások válaszoltak. A kukoricás vérfürdővé változott, és egyik fél sem tudott a másik fölé kerekedni vagy másfél óra hosszat. Reggel hét óra előtt Doubleday hadosztályának katonái lelőtték William E. Starke dandártábornokot és számbeli fölényük folytán a támadás lassan előrehaladt. Jackson védelmi vonala behorpadt és összeomlással fenyegetett.

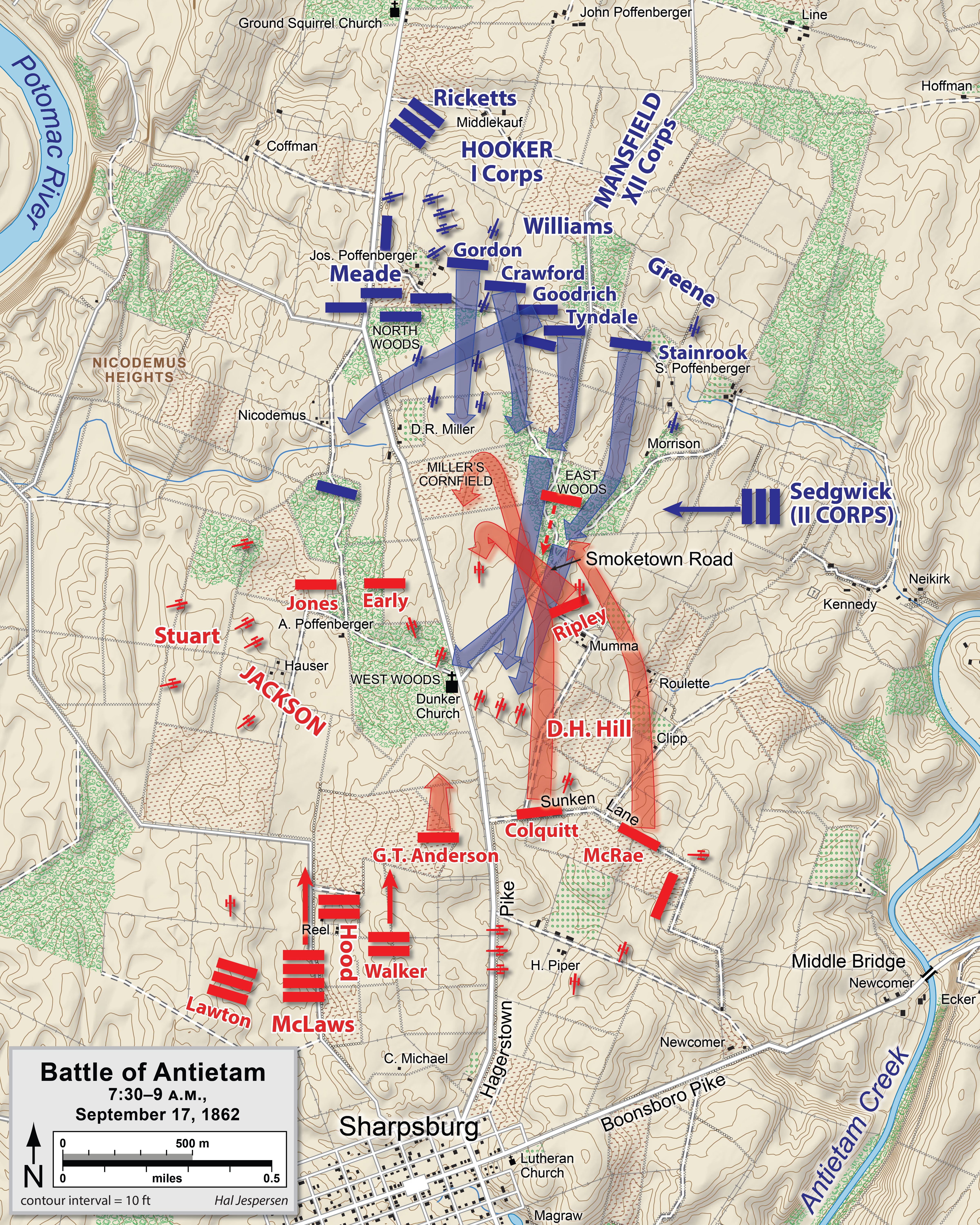
A XII. hadtest csatlakozása a támadáshoz 7:30 és 9:00 között

Hét óra után nem sokkal azonban, miután egész éjjel a csatatér felé sietett, megérkezett McLaws és R. H. Anderson két hadosztálya. Az erősítéssel meg lehetett szilárdítani a rogyadozó déli vonalat, s ezután D. H. Hill és John Bell Hood dandártábornok hadosztályainak önfeláldozó ellentámadásával visszaverték a Hooker-hadtest előrenyomulását. A csata kezdete óta elveszett 2500 katona és a felek ugyanoda kerültek, ahonnan két órával azelőtt voltak. Hooker Mansfield vezérőrnagy XII. hadosztályának segítségét kérte.
Joseph K. Mansfield negyven év szolgálati ideje dacára csak két napja lett magasabb parancsnoki beosztású és nemigen értett hadteste mozgatásához. Tömör oszlopokba szervezte 7200 katonáját, mely elhibázhatatlan és kihagyhatatlan célpontot nyújtott a konföderációs tüzérségnek és nekitámadt Hood és D. H. Hill vonalainak. Mansfieldet nem sokkal később halálos haslövés érte. Minden hibája dacára 2. hadosztályának sikerült áttörni Hill déli vonalait, ahol a katonák hanyatt-homlok menekültek abban a hitben, hogy mindjárt mögéjük fognak kerülni. George S. Greene dandártábornok kékkabátosai elérték a Dunker-templomot. Ekkor azonban meg kellett állapítaniuk, hogy oldalirányból, a West Woods felől erős tűz alá kerültek. Annak érdekében, hogy ez ne következzen be, a West Woods ellen Hooker szétszóródott I. hadtestének kellett volna támadást intéznie. Csakhogy Hookert fehér lováról kilőtte egy konföderációs mesterlövész és ugyanakkor rangidős hadosztályparancsnoka, Ricketts is megsebesült. Mire tisztázódott, hogy Meade veszi át az I. hadtest vezetését és felsorakoztatta egységeit, Green katonáinak már vissza kellett vonulnia.
Edwin V. Sumner vezérőrnagy III. hadteste reggel 7 óra 20 perckor kapta a parancsot, hogy segítse a XII. hadtest harcát. Kb. 11 000 katonája átgázolt az Antietam-patakon és nyugat felé indult Mansfield segítségére. A terv szerint végig kellett volna söpörniük az East Woodson, balra fordulva felgöngyölíteni a déli állásokat és az egész jobbszárnyat beleszorítani Ambrose Burnside vezérőrnagy IX. hadtestének frontális támadásába. Előrenyomulás közben azonban a hadtest két hadosztálya elvesztette egymást szem elől, mert William H. French dandártábornok 5700 katonája meg nem magyarázott módon dél felé tért el a kitűzött iránytól. Sumner, aki John Sedgwick vezérőrnagy 5400 fős hadosztályával tartott, kétségbeesetten kerestette adjutánsával Frenchet, s eközben elhanyagolta a felderítést. Így 9 órakor a Sedgwick-hadosztály először tüzérségi tűz alá került, majd háromfelől fogták közre és fél óra alatt 40%-os veszteséget szenvedve nagy összevisszaságban menekült vissza keletre. Segdwick maga is a sebesültek között volt.
Valamennyit szépített a helyzeten, hogy 10 óra körül az uniós XII. hadtest katonái kemény harcban ellenőrzés alá vonták a West Woods kb. felét, kiverve onnan John G. Walker dandártábornok hadosztályát. Összességében a reggeli fázis 13 000 fő veszteséget okozott a feleknek, akik között két északi hadtestparancsnok is volt.

### Szeptember 17-e, délben

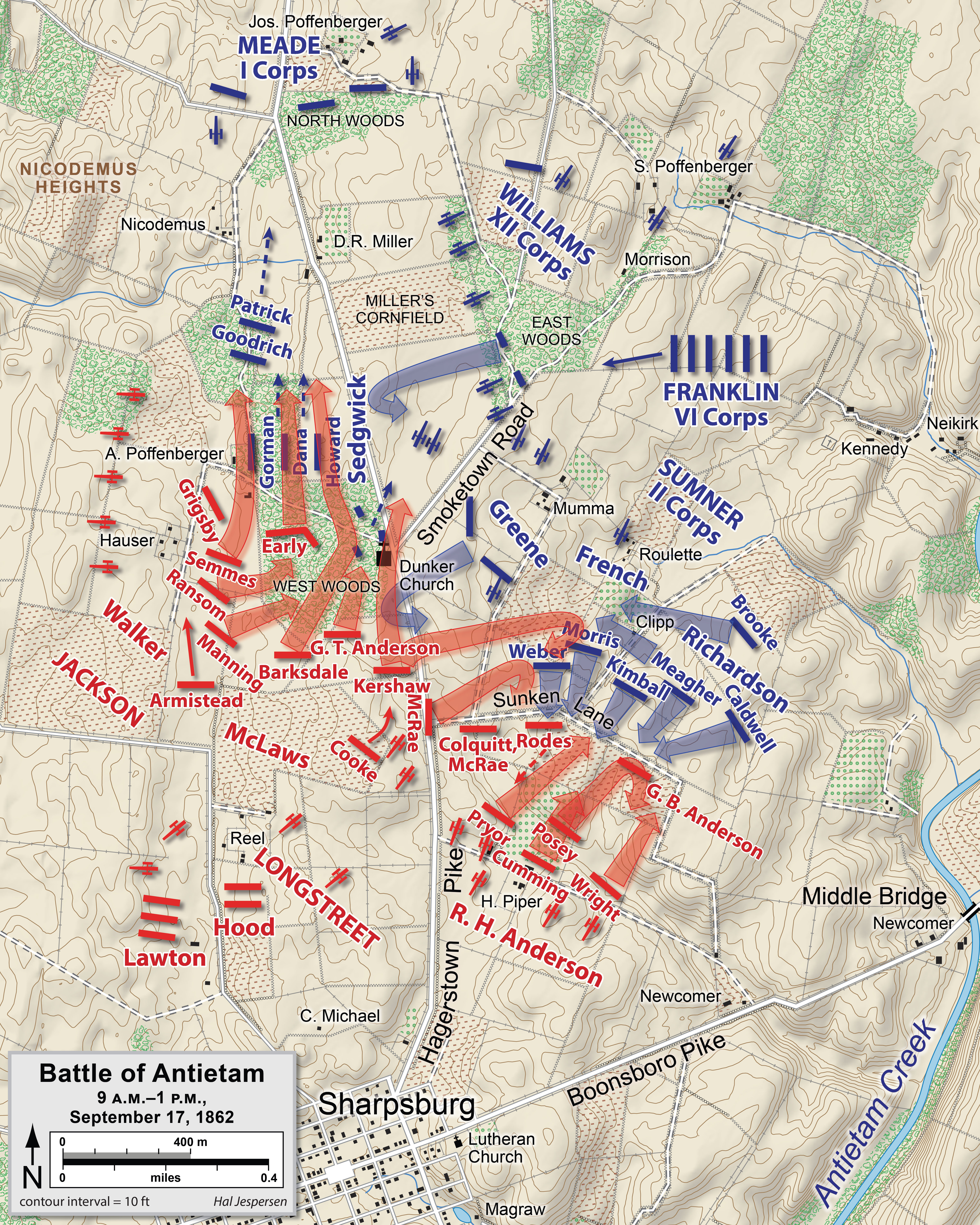
Az uniós II. hadtest támadása a konföderációs centrum ellen

Délben az események súlypontja áthelyeződött a konföderációs derékhad tájékára. A II. hadtest eltévedt hadosztályának parancsnoka, French dandártábornok úgy döntött, hogy megkeresi, hol lehet elsőként rátámadni az ellenségre. Amint déli irányból kisebb rajtaütések érték, annak irányába fordította katonáit. Mikor Sumner hadsegéde végre megtalálta és tájékoztatta, a West Woods közelében folyó leírhatatlan mészárlásról, közvetítette a parancsot, hogy vonja magára a konföderációs centrum figyelmét, s akadályozza meg, hogy onnan erősítésekkel támogassák a XII. hadosztály ellen küzdő egységeket.
Ez azt jelentette, hogy meg kellett támadniuk D. H. Hill alig 2500 fős, a kukoricás körül folyó harcokban nagyon sok vért vesztett hadosztályát, mely azonban egy kisebb domb gerincén várakozó, évtizedek szekérforgalmától megsüllyedt út (Sunken Road) árkában, mintegy természetes lövészárok védelmében várakozott. Fél tízkor French egymást követő hullámokban indította dandárjait rohamra a Sunken Road ellen. A Max Weber dandártábornok parancsnokolta első dandár újonc katonáit lekaszálta a kézifegyverek sortüze. A Dwight Morris ezredes vezette második dandár újoncait szintén megtizedelte a puskatűz, de kézitusába bocsátkoztak Robert Rhodes alabamai dandárjával és elkezdték visszaszorítani őket. A Nathan Kimball dandártábornok vezette harmadik hullám tapasztalt katonái szintén áldozatul estek a puskatűznek. French hadosztálya egy óra alatt elvesztette létszáma egyharmadát (1750 főt az 5700-ból).
Fél tizenegykor mindkét oldal erősítéseket kapott. Lee Richard H. Anderson vezérőrnaggyal odaküldte utolsó tartalékát, kb. 3400 katonát, hogy megszilárdítsák Hill állásait és dél felé kiterjesszék azzal a céllal, hogy onnan French erőit átkarolják. Oda azonban felfejlődött Israel B. Richardson vezérőrnagy 4000 uniós katonája a II. hadtest utolsó hadosztályából. Ők idáig szintén tartalékban álltak McClellan parancsára. Ez a hadosztály indította a negyedik támadást a konföderációs centrum ellen. Ezúttal a déliekre sújtott le a kulcspozícióban levő vezetők végzete ebben a csatában. Először megsebesült az erősítést hozó R. H. Anderson, majd halálos sebet kapott George B. Anderson dandártábornok Hill hadosztályából és az ő helyébe lépő Charles C. Tew ezredes is perceken belül elesett. Ezután John B. Gordon ezredes terült el a csatamezőn, öt golyótól találva (ennek ellenére túlélte az ütközetet). Rodes, az alabamaiak ezredese is sebesülten vezette embereit. Mindezen veszteségek hozzájárultak a déli oldalon kialakuló káoszhoz.

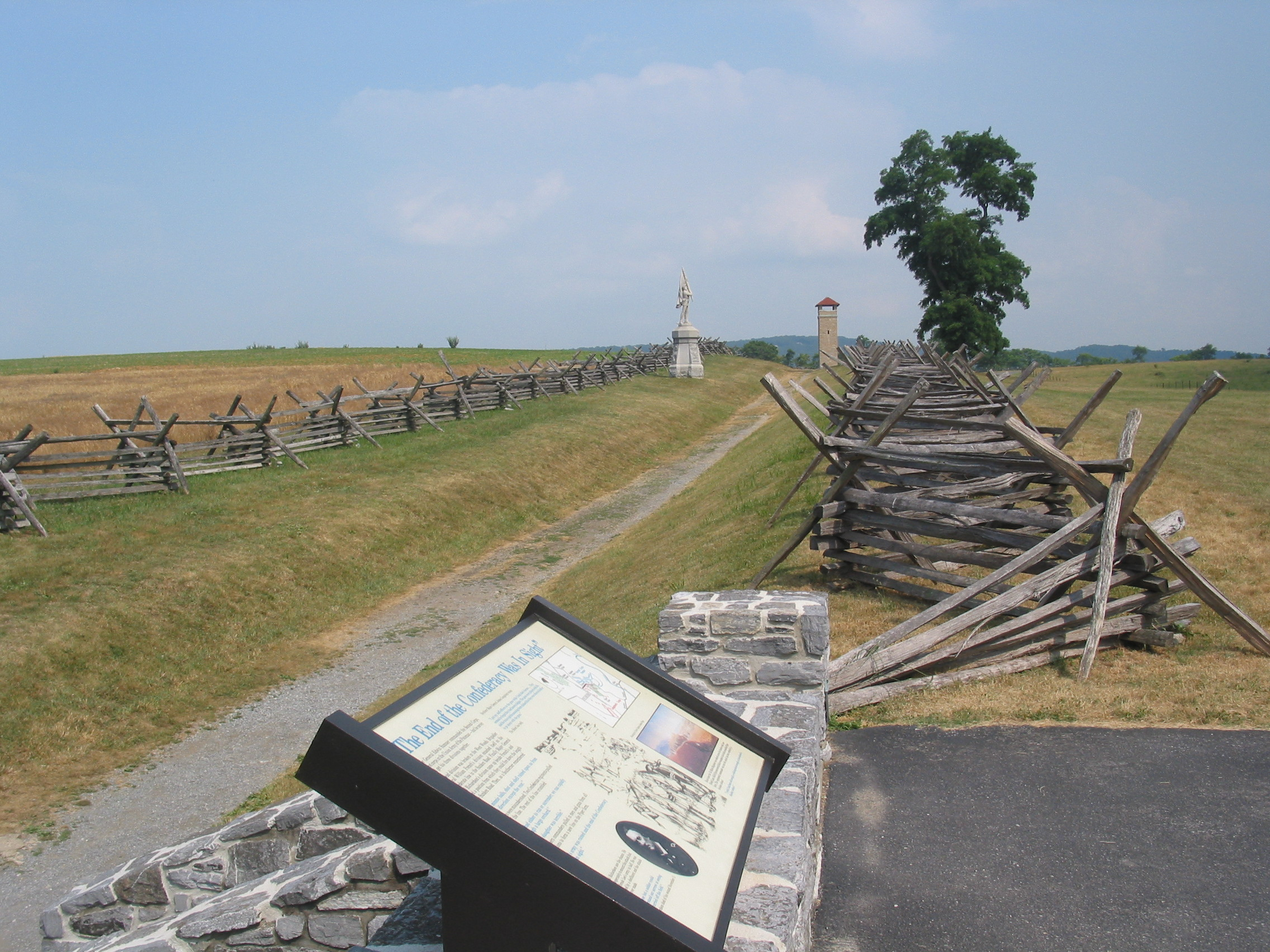
Az út eredeti állapotában, emlékműként meghagyva

Francis C. Barlow ezredes és 350 embere délről megkerülte a konföderációs szárnyat és bejutott mögé. Elfoglaltak egy dombot a Sunken Road mentén és onnan már képesek voltak a mélyedést oldalról lőni. Rodes meg akarta állítani ezt a mészárlást és parancsot adott a Gordon helyét átvevő James N. Lightfoot alezredesnek, hogy változtasson pozíciót és forduljon szembe Barlow embereivel. Lightfoot nem értette meg az elképzelést és a szárny fedezése helyett elkezdett visszavonulni, ami aztán átragadt másik négy ezredre is. A konföderációs csapatok feladták állásaikat és mindenfelől Sharpsburg felé kezdtek visszaözönleni. Az üldözésükre induló Richardson-hadosztályt Longstreet sietősen átmozgatott tüzérségének bombázása állította meg. Barlow súlyos sebet kapott az ágyúzásban, D. H. Hill pedig mindössze 200 katonája élén megpróbált az uniós szárny mögé kerülni. Próbálkozását ugyan egy new hampshire-i ezred meghiúsította, de annyit elért, hogy Richardson némi habozás után megszakítsa az előrenyomulást és kivonja hadosztályát a pusztító ágyútűzből. Az elfoglalt magaslaton gyülekeztetve embereit délután egy órakor felkészült egy újabb támadásra, mikor egy repesz eltalálta. Mire helyét Winfield Scott Hancock dandártábornok a VI. hadtesttől átvette, a kedvező pillanat elmúlt, a déliek megállították a visszavonuló egységeket.

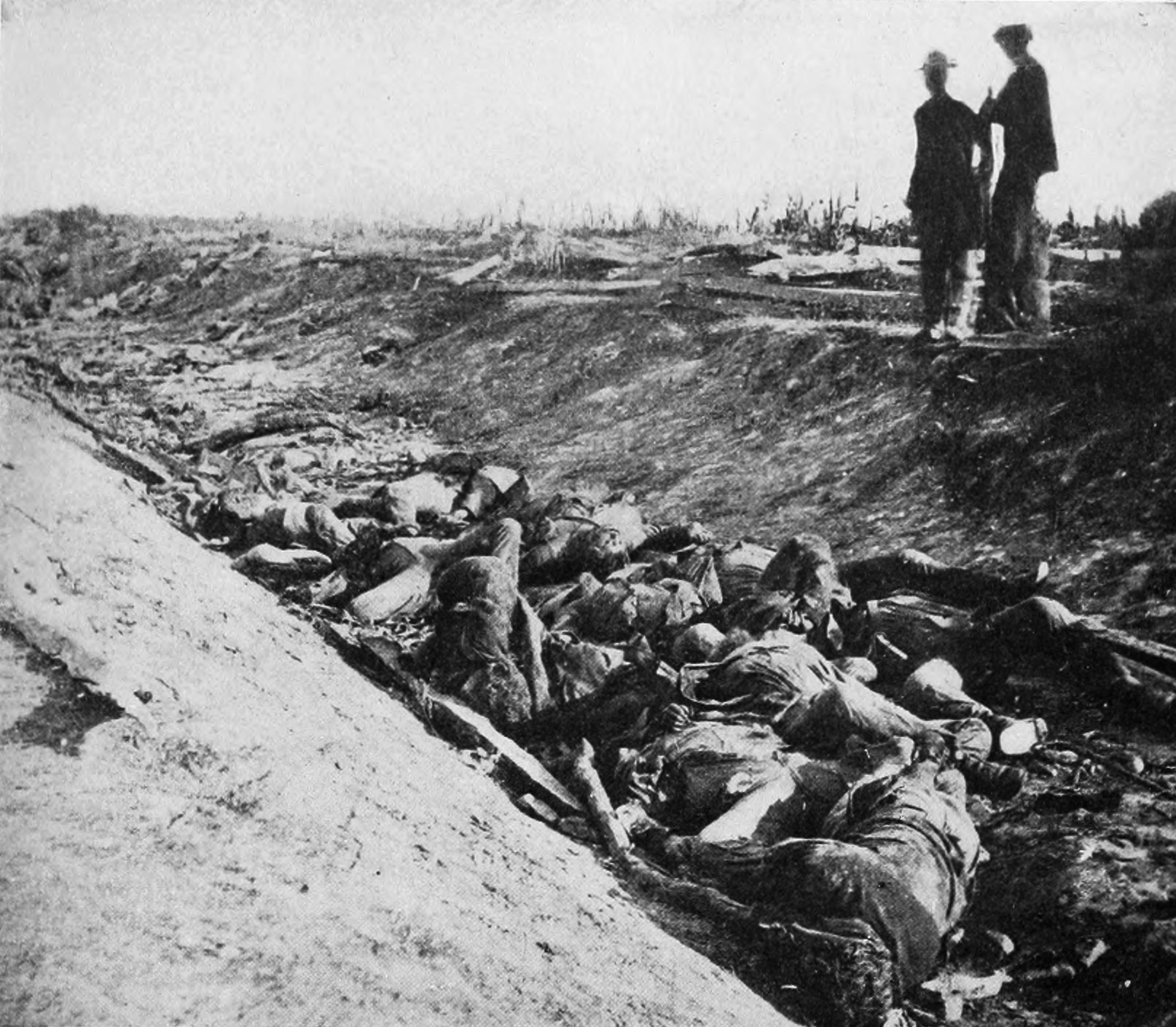
A Bloody Lane 1862. szeptember 17-én

A Sunken Road útján a kukoricaföldhöz hasonló mészárlás zajlott. Az öldöklő küzdelem 9 órától délután egy óráig tartott az útnál, amelyet később Véres Ösvénynek (Bloody Lane) kereszteltek el. A 700 méter hosszú úton 5600 katona feküdt kiterítve (ebből 3000 uniós és 2600 konföderációs), vagyis méterenként átlag nyolc halott és sebesült hevert a vértől iszamós úton vagy az út mentén. A csata ezen pontján kedvező lehetőség kínálkozott Lee védelmének áttörésére, mellyel a hadsereg két részre szakadt volna, ha a védővonalak elhagyását az uniós haderő ki tudja használni. 3500 fő lovasság és 10 300 fő gyalogság várta a támadási parancsot Fitz John Porter vezérőrnagy V. hadtestében úgy másfél kilométerrel a front mögött, a középső híd közelében, tartalékban. A VI. hadtest 12 000 katonája is éppen odaérkezett az áttörés elmélyítésének céljával, de parancsnoka, Willam B. Franklin vezérőrnagy azt a parancsot kapta a hadtestparancsnokok közt rangidős Sumnertől, hogy ne támadjon. Franklin McClellanhez fordult, aki főhadiszállását elhagyva kiment a helyszínre, hogy meghallgassa az érveket, majd szokásos óvatosságával helybenhagyta Sumner parancsát. Franklin és Hancock így csak elfoglalt állásaik tartására kaptak utasítást.
Később a nap folyamán a Porter alá beosztott, tartalékot képező V. hadtest egyik hadosztályparancsnokától, George Sykes vezérőrnagytól azt a sugalmazást kapta, hogy a centrum ellen újabb támadást kellene indítaniuk, ami McClellan érdeklődését is felkeltette. Azonban visszaemlékezések szerint Porter azt mondta neki, „Tábornok úr, kérem vegye figyelembe, hogy a parancsnokságom alá a Köztársaság utolsó hadseregének utolsó tartaléka van rendelve.” McClellan gondolkodóba esett és a lehetőség elveszett.

### Szeptember 17., délután

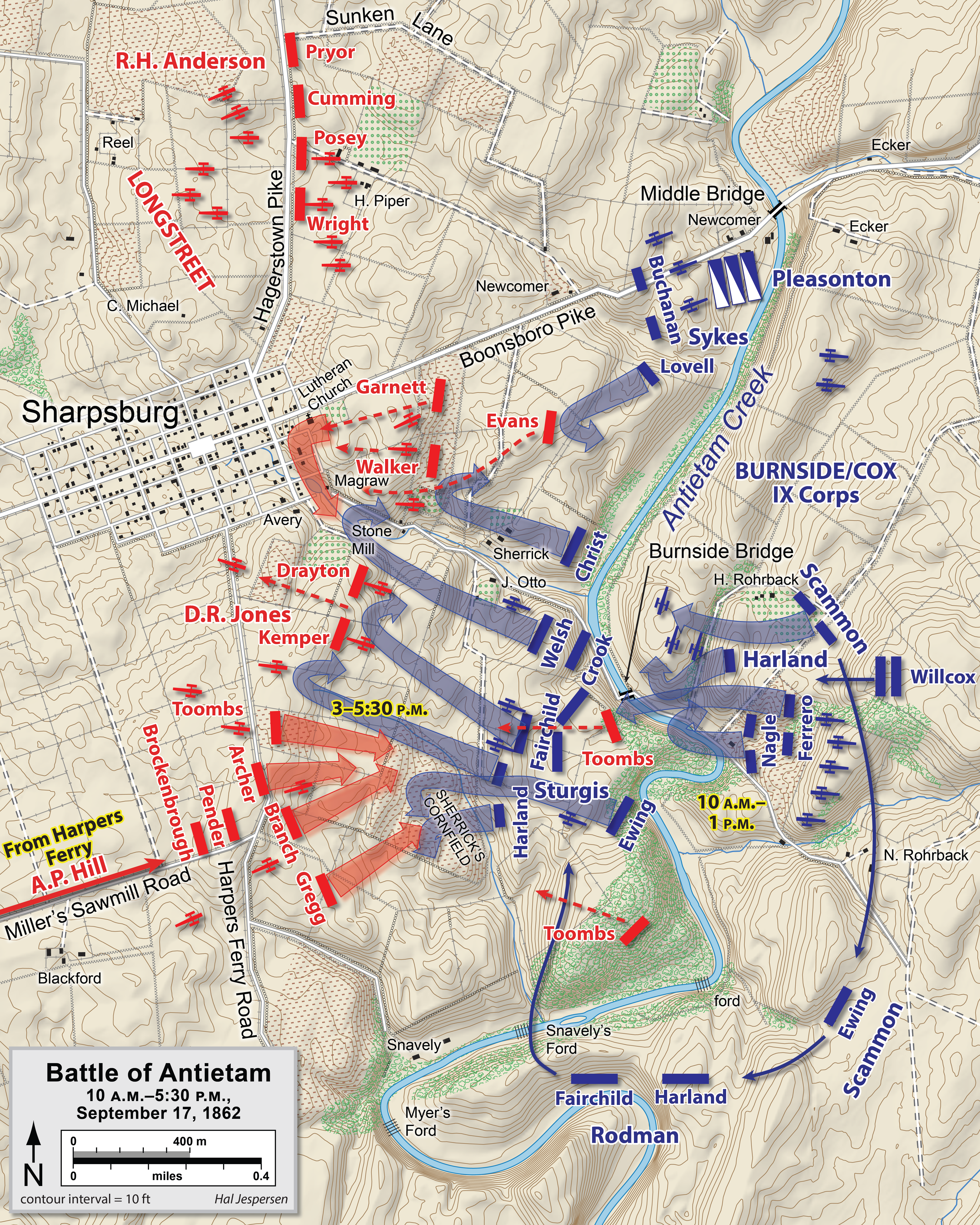
A IX. hadtest műveletei 10 és 16.30 között

Délután a műveletek színtere még délebbre tolódott. McClellan tervei szerint Ambrose E. Burnside vezérőrnagy IX. hadteste elterelő támadást kellett volna indítson Hooker I. hadtestének támogatása céljából. Azonban Burnside parancsa úgy szólt, hogy várjon részletes utasításokra, amiket reggel 10 óra előtt nem kapott meg. Burnside ettől függetlenül furcsán passzívan viselkedett az ütközetre való felkészülés idején. McClellan érvénytelenítette azt az előzetes megállapodást, hogy Burnside mint „szárnyparancsnok” egyaránt rendelkezik az I. és a IX. hadtest fölött, mert öreg barátja aktivitásával elégedetlen volt. Burnside neheztelt emiatt és továbbra is hadtestparancsnokként kezelte a South Mountainnál elesett Jesse L. Reno vezérőrnagy és Jacob D. Cox dandártábornok keze alá beosztott egységeket.
Burnside 4 hadosztályba osztott 12 500 katonával és 50 ágyúval várakozott az Antietam-pataktól keletre. Vele szemben David R. Jones dandártábornoknak mindössze 3000 gyalogos és 12 ágyú állt rendelkezésére. Ez a négy gyenge dandár védte a Sharpsburg környéki dombokat, elsősorban egy Cemetery Hillnek nevezett sík magaslatot. További négyszáz georgiai katona és két löveg ellenőrizte Robert Toombs dandártábornok vezetése alatt Rohrbach hídját, egy 38 méter hosszú, háromlukú kőhidat, az Antietam legdélebbi átkelőhelyét. A híd hamarosan, mint Burnside hídja vonult be a történelembe. A hozzávezető hosszú, a patakkal párhuzamos utat Toombs 30 méter magas dombjáról kiválóan be lehetett lőni. A domb fái és sziklái kiváló fedezéket nyújtottak a georgiaiaknak.
Az Antietam errefelé ritkán volt szélesebb 15 méternél és jópár helyen mindössze derékig ért a konföderációs puskák hatókörén kívül. A patakon való átkelés így relatíve könnyű lett volna a túlparton való várható harcokhoz képest. Burnside egyszerre akarta a hidat elfoglalni és a McClellan hadimérnökei által felfedezett gázlón átkelni, körülbelül 1 km-re délre. George Crook ezredes ohio-i dandárja a híd ellen vonult, hátában Samuel Sturgis dandártábornok hadosztályával. Crook támadását a hídnál olyan puskatűzzel fogadták, hogy onnan az ohióiak visszafordultak. 400 méterrel északabbra is próbálkoztak egységeik az átkeléssel, de a túloldalon levő déliekkel vívott, órákig tartó meddő tűzpárbajon kívül mást nem értek el. A gázló nyugati partja túl meredeknek bizonyult a kimászáshoz, mint azt a katonák tapasztalták, ezért a Kanawha hadosztály maradéka és Isaac Rodman dandártábornok hadosztálya sűrű bokrokon keresztül utat törve a még 3 km-rel délebbre levő Shavely-gázló felé vette útját.
Rodman és alakulatai zarándoklata közben Burnside újabb rohamot indított a híd ellen. A marylandi és new hampshire-i ezredek azonban ugyanúgy felbomlottak a puska és ágyútűzben és visszamenekültek állásaikba. Ekkorra dél lett és McClellan türelmét vesztette. Egymás után küldte futárait Burnside sürgetésére. Egyikükkel azt üzente: „Még ha tízezer embert vesztünk is el, támadjon azonnal!”. Delos B. Sackett hadseregfelügyelőjét is odaküldte, hogy a IX. hadtestet cselekvésre késztesse. Burnside azonban rendületlen nyugalommal azt felelte neki: „McClellan szemlátomást azt hiszi, hogy nem próbálom minden erőmmel bevenni a hidat. Maga a harmadik, vagy negyedik küldönce ma ugyanezzel a paranccsal.”
A harmadik támadásra 12.30 körül került sor. Edward Ferrero dandártábornok New York-i és pennsylvaniai ezredei tüzérségi támogatás mellett és egy korábban megvont whiskeyadag kiosztásának ígéretével lerohantak a domboldalon és átzúdultak a keleti partra, ahol szétbontakoztak. Egy zsákmányolt könnyűlöveg tüzének fedezete alatt 25 méterre közelítették meg a konföderációs árkokat. Délután egy órakor a déliek lőszere kifogyóban volt és Toombs hírét kapta, hogy Rodman sikeresen átkelt a Snavely-gázlón, ezért visszavonulást fújt. Georgiai lövészei 500 fő veszteséggel fizettették meg az átkelést és több mint három órán át késleltették Burnside hadtestének támadását.
A túloldalon a IX. hadtest előrenyomulása ismét leállt. Burnside tisztjeinek két órába került, míg elegendő lőszert, katonát, tüzérséget és társzekereket juttattak át a keskeny hídon. Arról fogalmuk sem volt, hogy mindössze kb. 3000 kifáradt konföderációs katonával állnak szemben. Burnside az egész déli szárnyat megkerülve akarta őket Sharpsburg felé szorítani, elvágva az utat a Boteler-gázló, a déliek egyetlen, a Potomac túlpartjára vezető menekülési útja elől. Délután 3 órakor nyolcezer embere végre felsorakozott az Antietam nyugati partján 22 ágyút felvonultatva és megkezdték a támadást.
Ez az időveszteség azonban elég volt hozzá, hogy a Lee által várva-várt A. P. Hill megérkezzen. Könnyűhadosztálya a 27 km-re levő Harpers Ferryből jött erőltetett menetben. Százak dőltek ki útközben a kimerültségtől, de 14 órára elérték a Boteler-gázlót, 14.30-kor pedig már szót tudott váltani a megkönnyebbült Lee-vel, aki D. R. Jones reménytelen létszámhátrányban levő jobbszárnyára irányította őket.
Az északi roham során a 79. New York-i ezred elfoglalta a Cemetery Hillt és 200 méter közel jutott Sharpsburghöz. Tőlük délre Rodman hadosztálya a Harpers Ferrybe vezető úthoz közeledett, mikor az előttük álló dombra települt tucatnyi ágyú tüzébe került, de továbbnyomult. Sharpsburg utcái eldugultak a visszavonuló konföderációsoktól. 15.30-kor azonban megérkezett A. P. Hill hadosztálya és megtámogatta az összeomlani készülő jobbszárnyat. Tíz perccel később Maxcy Gregg dandártábornok dél-karolinai dandára megtámadta a 16. connecticuti ezredet Rodman balján az Otto-kukoricásban. A zöldfülű connecticutiak azonnal összeomlottak és menekülni kezdtek. Tőlük jobbra a 4. rhode islandi ezredet a rossz látási körülmények között megzavarta, hogy kék egyenruhába öltözött bajtársaik tüzet nyitnak rájuk és szintén megfutottak. A Harpers Ferryből jövő konföderációs csapatok ugyanis elrongyolódott ruháikat frissen zsákmányolt uniós egyenruhára cserélték a kifosztott katonai készletekből. Ezzel a 8. connecticuti ezred egymaga maradt elszigetelődve bajtársaitól. Gyorsan átkarolták és az Antietam-patak felé szorították vissza. A Kanawha hadosztály ezredeinek a helyzetet menteni szándékozó ellentámadása elakadt.
A IX. hadosztály 20%-os veszteséget szenvedett, de még mindig kétszeres létszámfölényben volt az ellenséggel szemben. Burnside-ot azonban megijesztette szárnyának megfutása és mindenkit visszarendelt az Antietam nyugati partjára, ahol McClellanhez fordult gyalogsági és tüzérségi erősítésért. McClellan mindössze egy üteget szabadított fel a részére, mondván: "Többet nem tudok tenni. Nincs gyalogságom". Valójában Porter V. és Franklin VI. hadosztályának összes pihent katonája rendelkezésére állt, de meg volt róla győződve, hogy Lee minden pillanatban általános ellentámadást indíthat, ezért nem szabadította fel a tartalékot. Burnside katonái a nap hátralevő részét a híd őrzésével töltötték.

## Az ütközetet követő események
A harcok 17.30-kor véget értek. Mindkét oldal súlyos veszteségeket szenvedett. Az Unió oldalán 12 401 fővel lettek kevesebben, ebből 2108 elesett. A Konföderáció 10 318 fős veszteségéből 1546 volt a halott. Ez a Potomac hadsereg 25%-os és az Észak-Virginiai hadsereg 31%-os veszteségét jelentette. 1862. szeptember 17-én több amerikai halt meg, mint bármely más megelőző időpontban a nemzet katonai történelmében. Összesen hat tábornok halt meg, vagy kapott halálosnak bizonyuló sebesülést a csatatéren Antietamnél. Az uniós oldal elvesztette Joseph K. Mansfield és Israel B. Richardson vezérőrnagyot, valamint Isaac P. Rodman dandártábornokot. Mansfield a Miller-kukoricásba lovagolt, mert tévesen azt hitte, hogy katonái Hooker egységeit lövik a West Wood erdejében, s lóháton mellbelőtték, nem sokkal a támadás megkezdése után. Richardsont tüzérségi repesz találta el a konföderációs centrum ellen intézett támadás során. Sebe nem volt különösebben súlyos, mégis elfertőződött, vérmégezés lépett fel, amibe két hét múlva belehalt. Rodmant pedig akkor lőtték tüdőn, mikor A. P. Hill könnyűhadosztályának közeledtére vágtában indult az Otto-kukoricásba, hogy figyelmeztesse dandárparancsnokait. Az ő agóniája is két hétig húzódott a sharpsburgi tábori kórházban. Egy mesterlövész fejbelőtte Lawrence O. Branch konföderációs dandártábornokot, alighogy az A. P. Hill csapataival megérkezett Sharpsburg közelébe és több tábornoktársával tanácskozni kezdett. George B. Anderson dandártábornok bokáját a Bloody Lane-nél roncsolta szét egy golyó. Az amputációt követően egy hónappal később halt meg az észak-karolinai Raleigh városában. A Miller-kukoricásban visszavonulás közben William E. Starke dandártábornokot három golyótalálat érte és helyben belehalt sebeibe.
Másnap reggel Lee felkészült, hogy az uniós hadsereg újabb támadását is kivédje, mely azonban nem akart megindulni, helyette rögtönzött fegyverszünetet kötöttek a sebesültek összegyűjtése és kicserélése érdekében. Ezután Lee visszavezette hadseregét a Potomacen keresztül Virginiába.

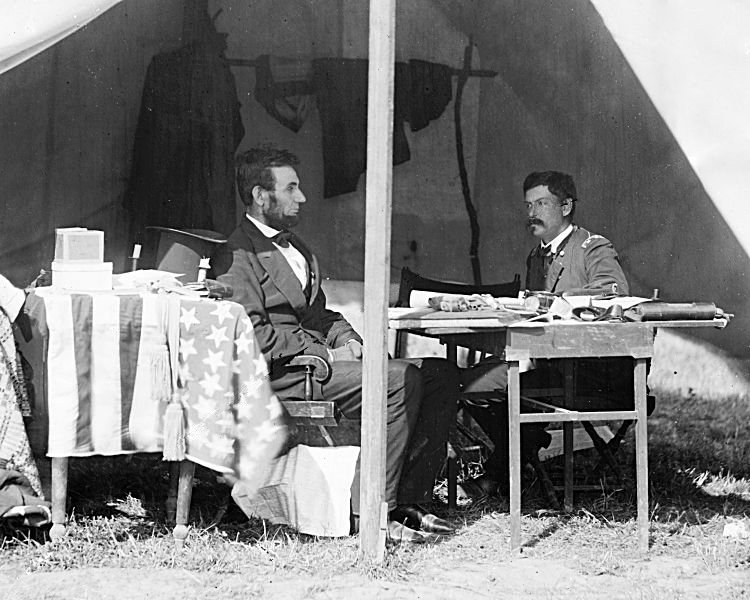
Lincoln elnök és George B. McClellan a tábornok sátrában Antietam közelében, 1862. október 3-án (Alexander Gardner felvétele)

Lincoln elégedetlen volt McClellan teljesítményével, szerinte óvatoskodása és rossz műveleti irányítása miatt végződött eldöntetlenül a küzdelem, ahelyett, hogy a konföderációs hadsereget tönkreverték volna. Stephen Sears hadtörténész egyetért ezzel az értékeléssel.
Az elnököt még jobban frusztrálta, hogy McClellan szeptember 17. és október 26. között saját és a hadügyminisztérium ismételt sürgetései ellenére sem volt hajlandó támadni, visszautasította, hogy Lee üldözésébe kezdjen a Potomac túlpartján, a készletek hiányára és a túlterjeszkedés elkerülésére hivatkozva. Henry W. Halleck főparancsnok jelentésében az írta: „Ekkora hadsereg ilyen hosszú tétlensége egy megvert ellenféllel szemben a gyors műveletek és jelentős hadjáratok számára legkedvezőbb időszakban nagy kiábrándulást és konzekvenciák levonását okozták.” Lincoln november 7-én felmentette McClellant a Potomac hadsereg parancsnoksága alól, miáltal katonai karrierje véget ért.
Több történész megkérdőjelezi az Unió stratégiai győzelmét, hivatkozva McClellan gyenge teljesítményére a hadjárat és az ütközet folyamán, mellyel szemben Lee többszörös létszámhátrányban kiváló parancsnoki teljesítményt nyújtott. A veszteségek egyformán alakultak mindkét oldalon, de ez Lee alacsonyabb létszámú hadseregének jobban fájt. A csatatérről Lee vonult el először, megfelelve a taktikai vereség kritériumának. Stratégiai értelemben a küzdelem eldöntetlensége ellenére is a polgárháború fordulópontjáról és északi győzelemről lehet beszélni, mivel Lee marylandi hadjáratának véget vetett az ütközet, és ez lehetővé tette Lincoln számára, hogy szeptember 22-én kihirdesse az 1863. január 1-jével hatályba lépő Emancipációs Nyilatkozatot. Lincoln a kabinet tanácsára ezt az első jelentősebb győzelem utánra időzítette, hogy a kétségbeesés motivációját ne lehessen mögötte felfedezni. Az északi győzelem és Lincoln nyilatkozata jelentősen hozzájárult, hogy visszariassza az Egyesült Királyságot és Franciaországot a Konföderáció államiságának elismerésétől. Néhányan úgy vélték, hogy ez egy újabb déli győzelem esetén bekövetkezett volna, azonban a rabszolgák emancipációja ügyének kihirdetése és az északi győzelem lehetetlenné tették az Egyesült Államokkal való szembeszegülést.

## Galéria

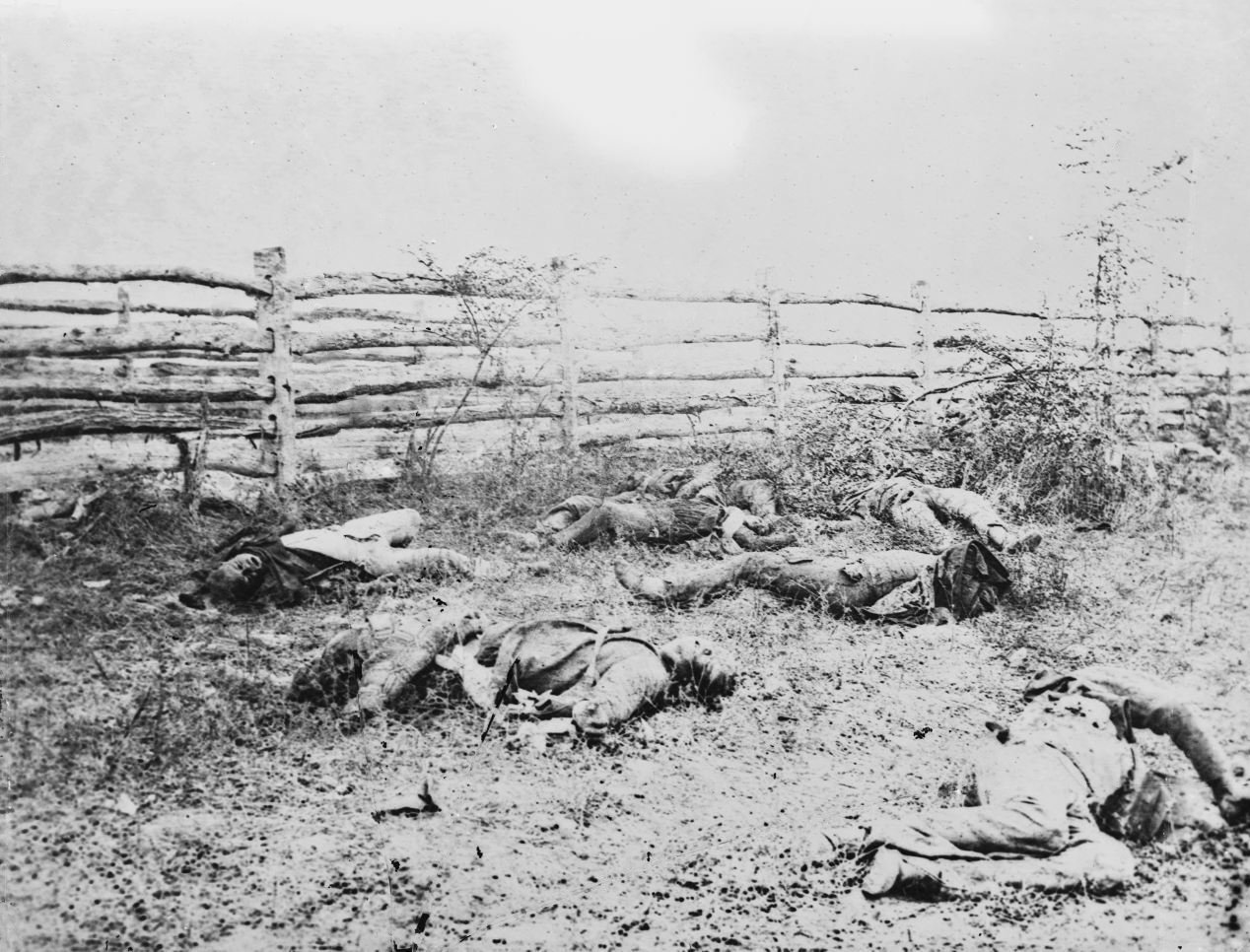
Az Antietami csatában a hagerstowni úton a kerítésen belül elesett konföderációs katonák 1862 szeptemberében; Alexander Gardner felvétele
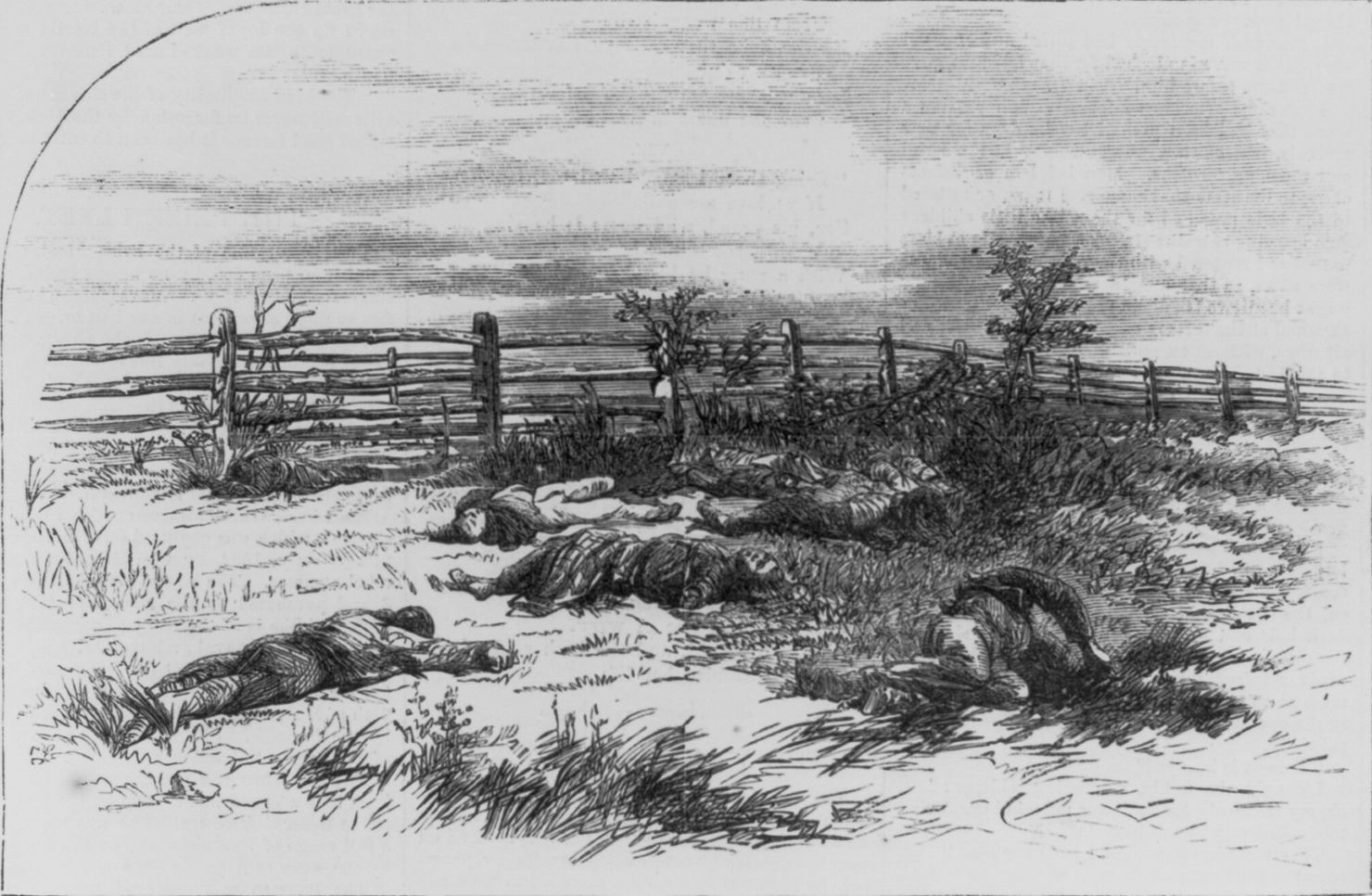
Harper's Weekly Az Antietami csatatérről készült Gardner-fotó alapján rajzolt halott katonák
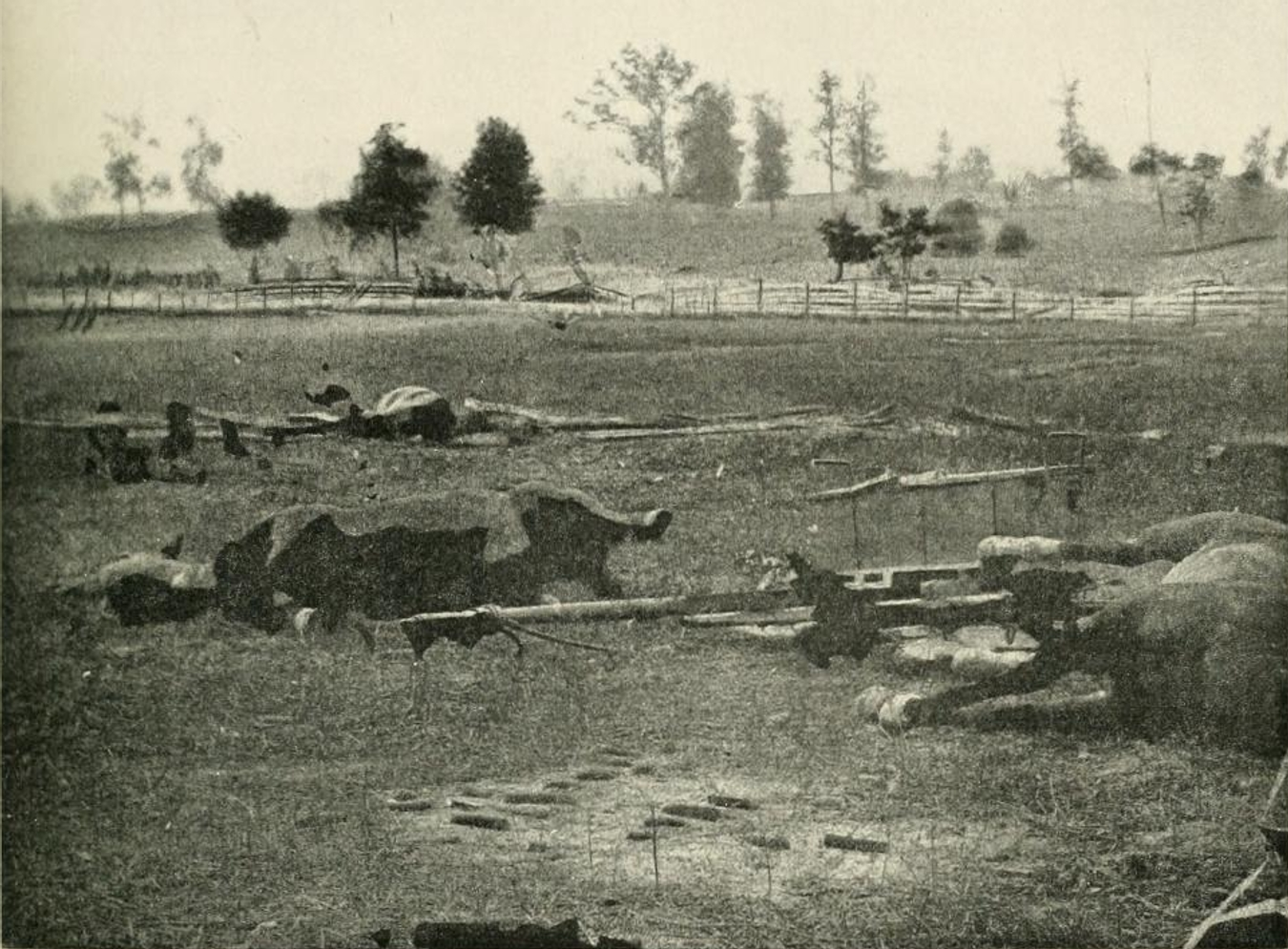
A Konföderáció lovai és megsemmisült tüzérségi eszközei az antiemtami csatamezőn
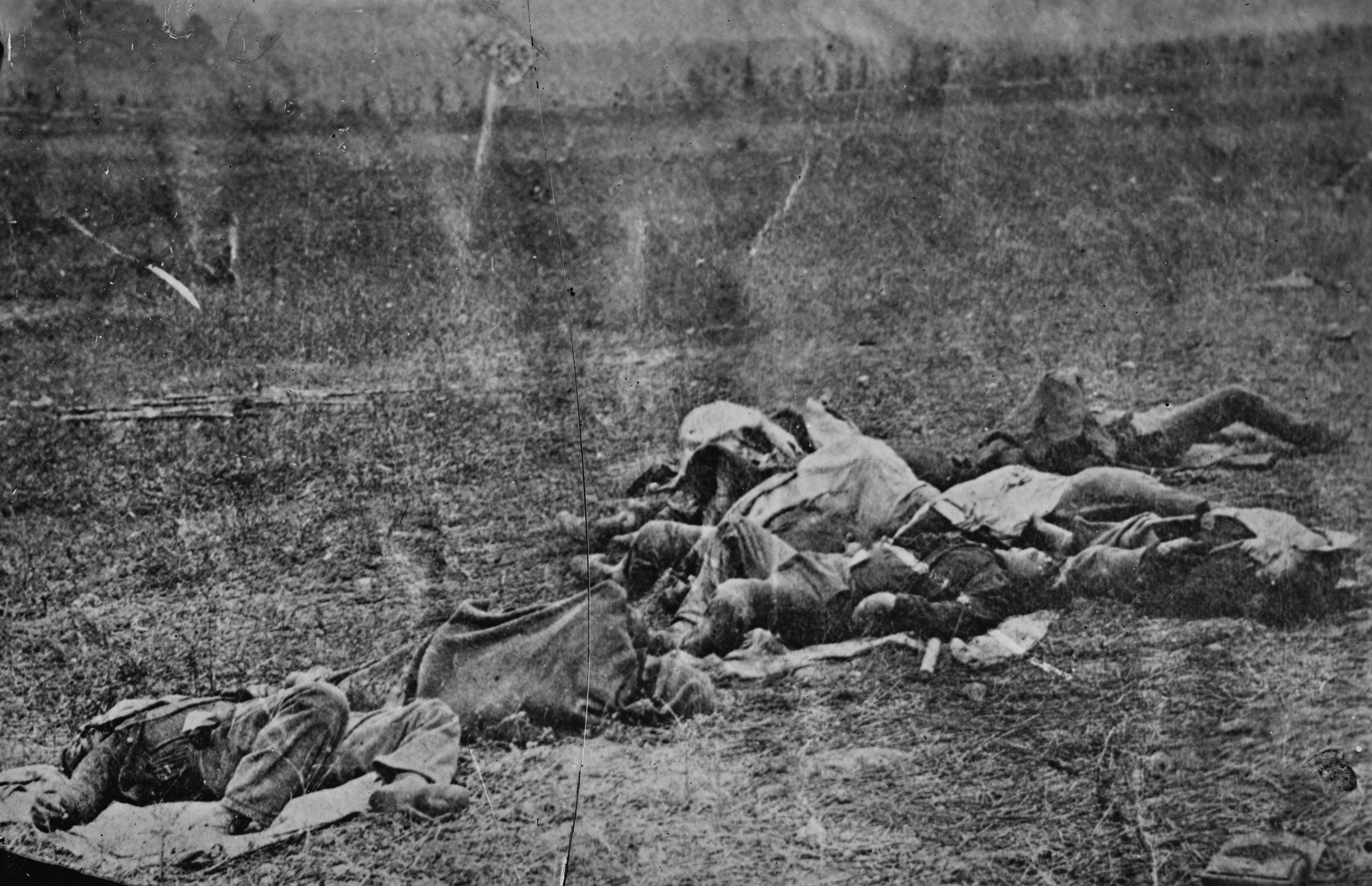
Antietamnál elesett katona
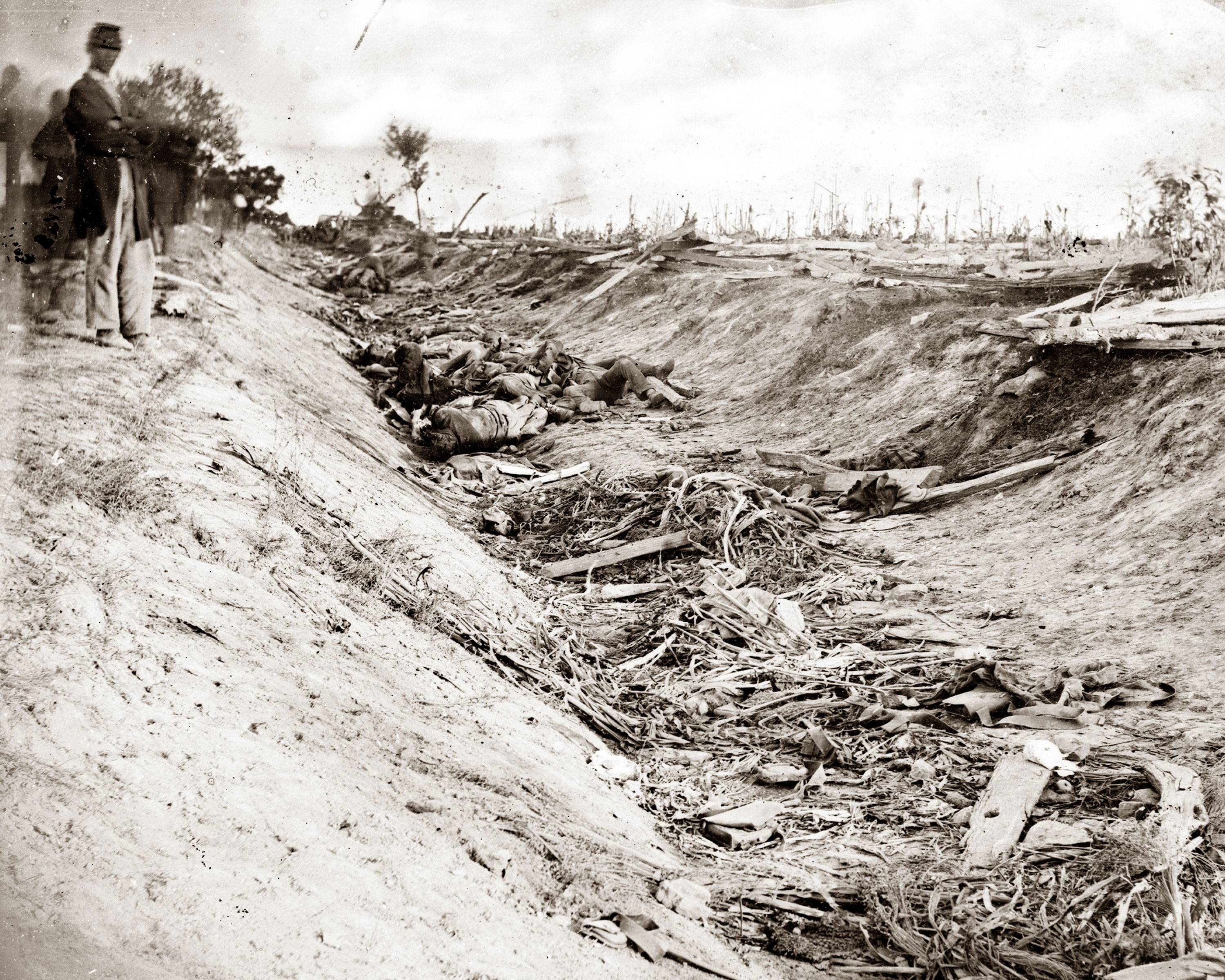
Konföderációs halott a Bloody Lane-nél, az északi parttól keletre. Alexander Gardner felvétele
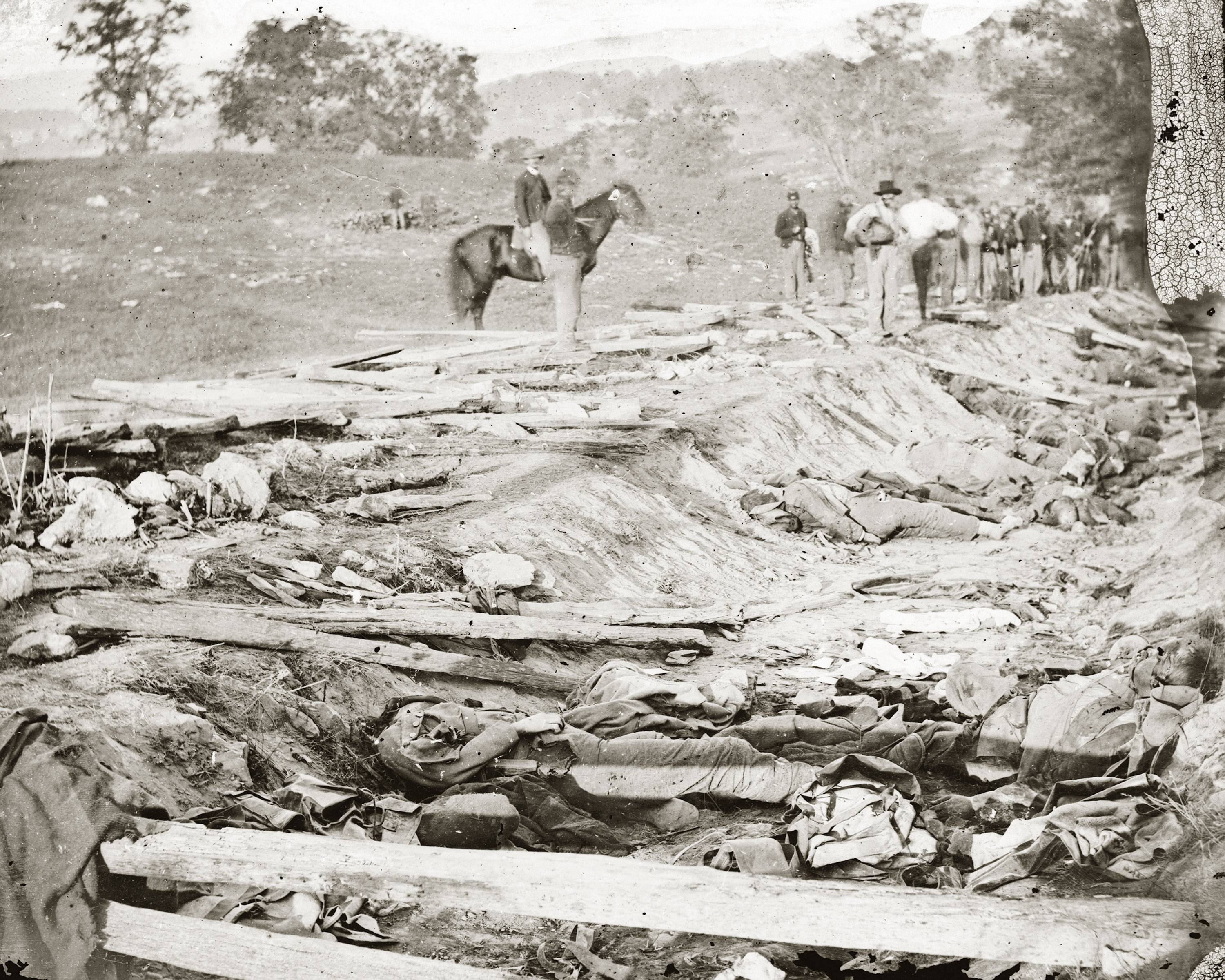
Konföderációs halott a Bloody Lane-nél, a déli parttól északkeletre. Alexander Gardner felvétele
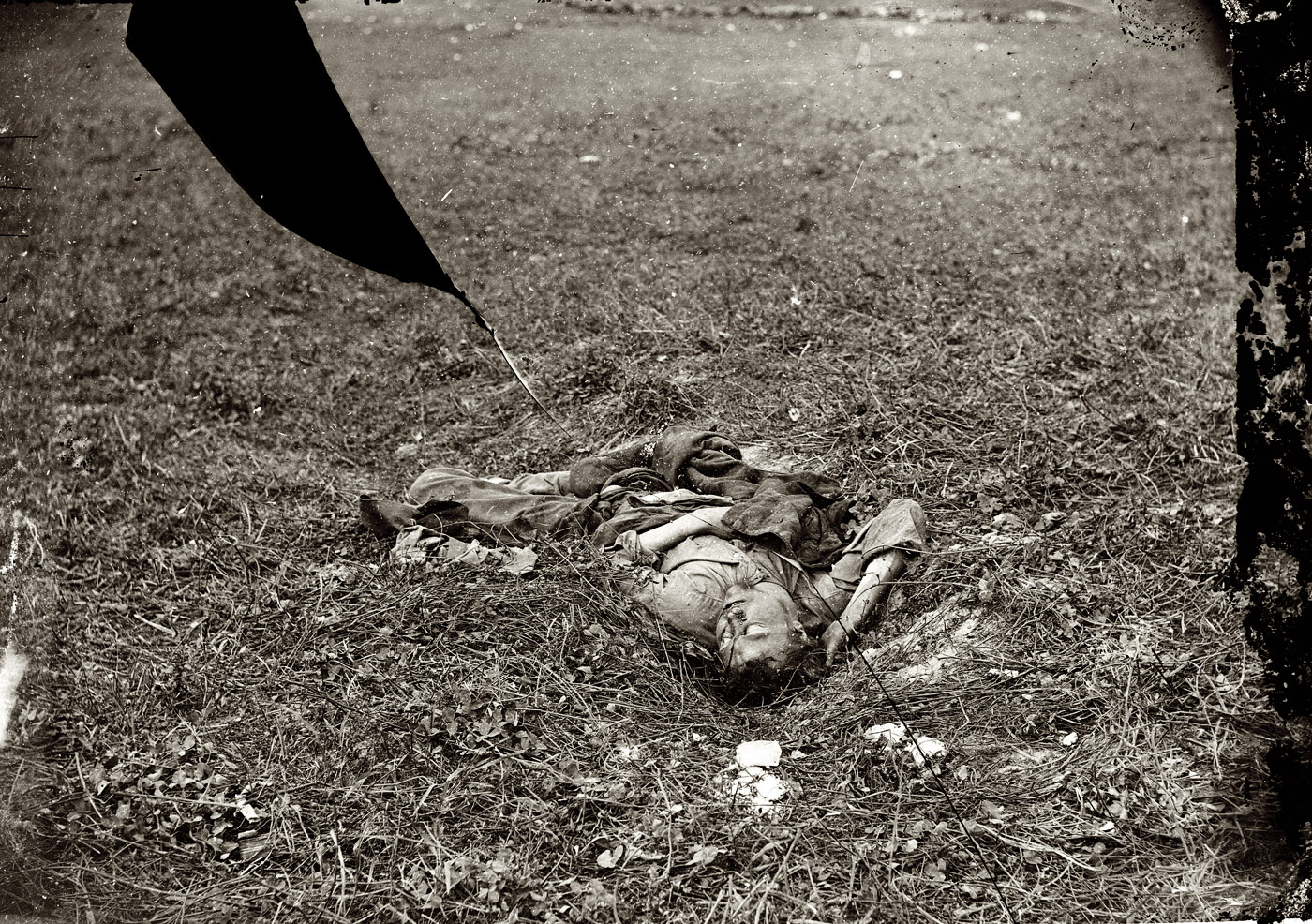
„Ez a konföderációs katona sebesülten bevonszolta magát egy sekély árokba a domboldalon, mielőtt meghalt.”[46] Alexander Gardner felvétele
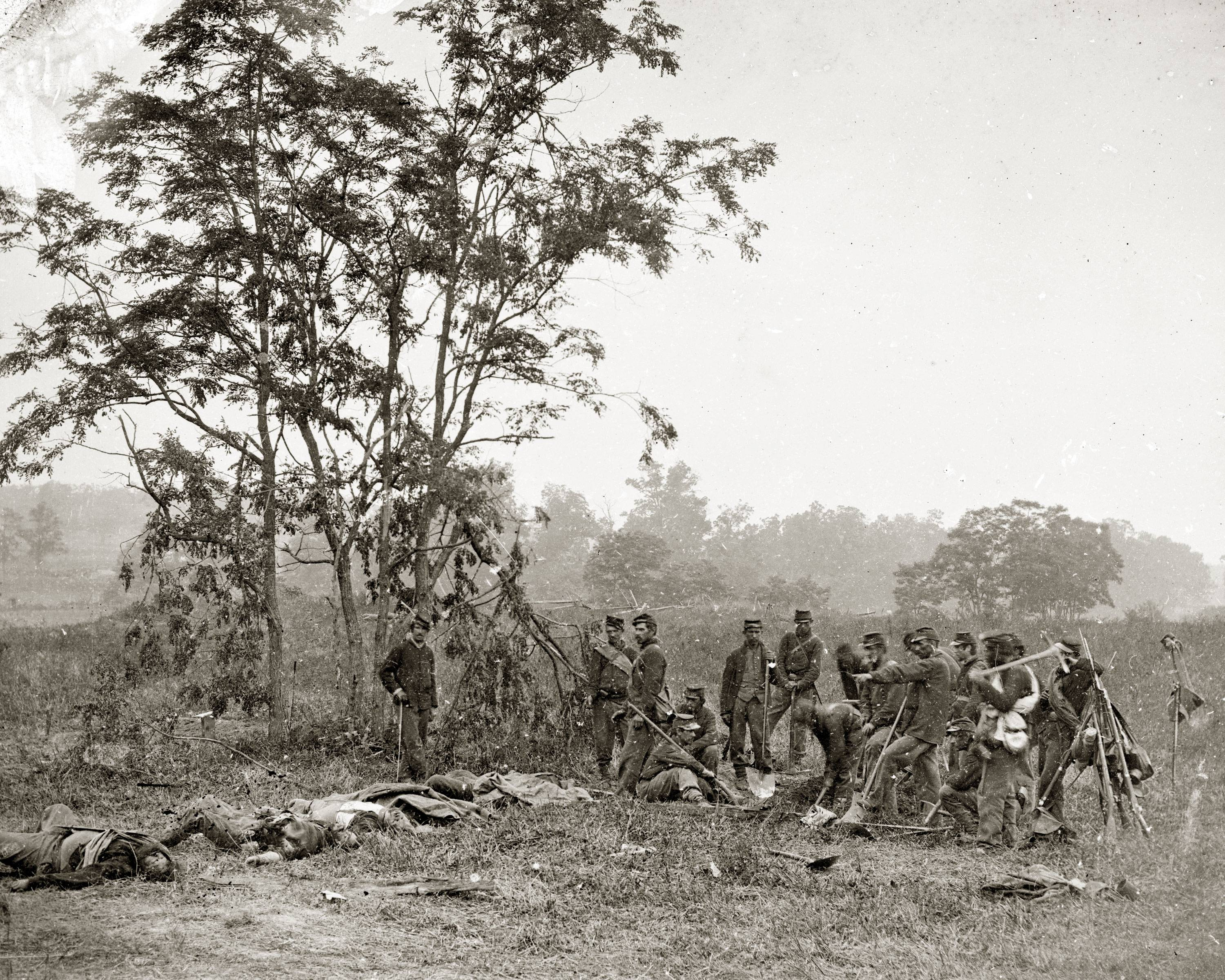
Holtakat temető uniós csapat; Alexander Gardner felvétele
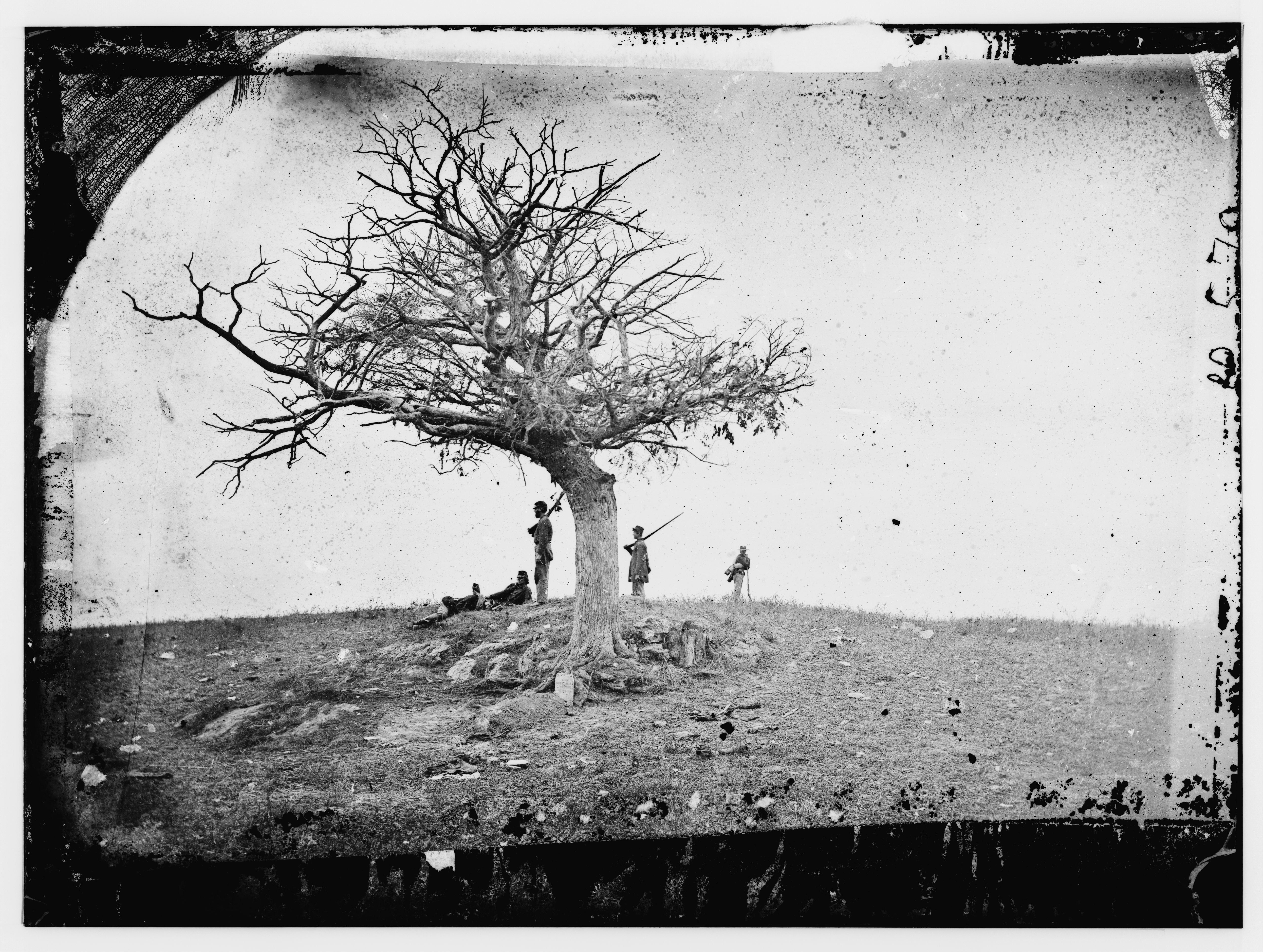
„Magányos sír” — Uniós sír Antietamnál; Alexander Gardner felvétele
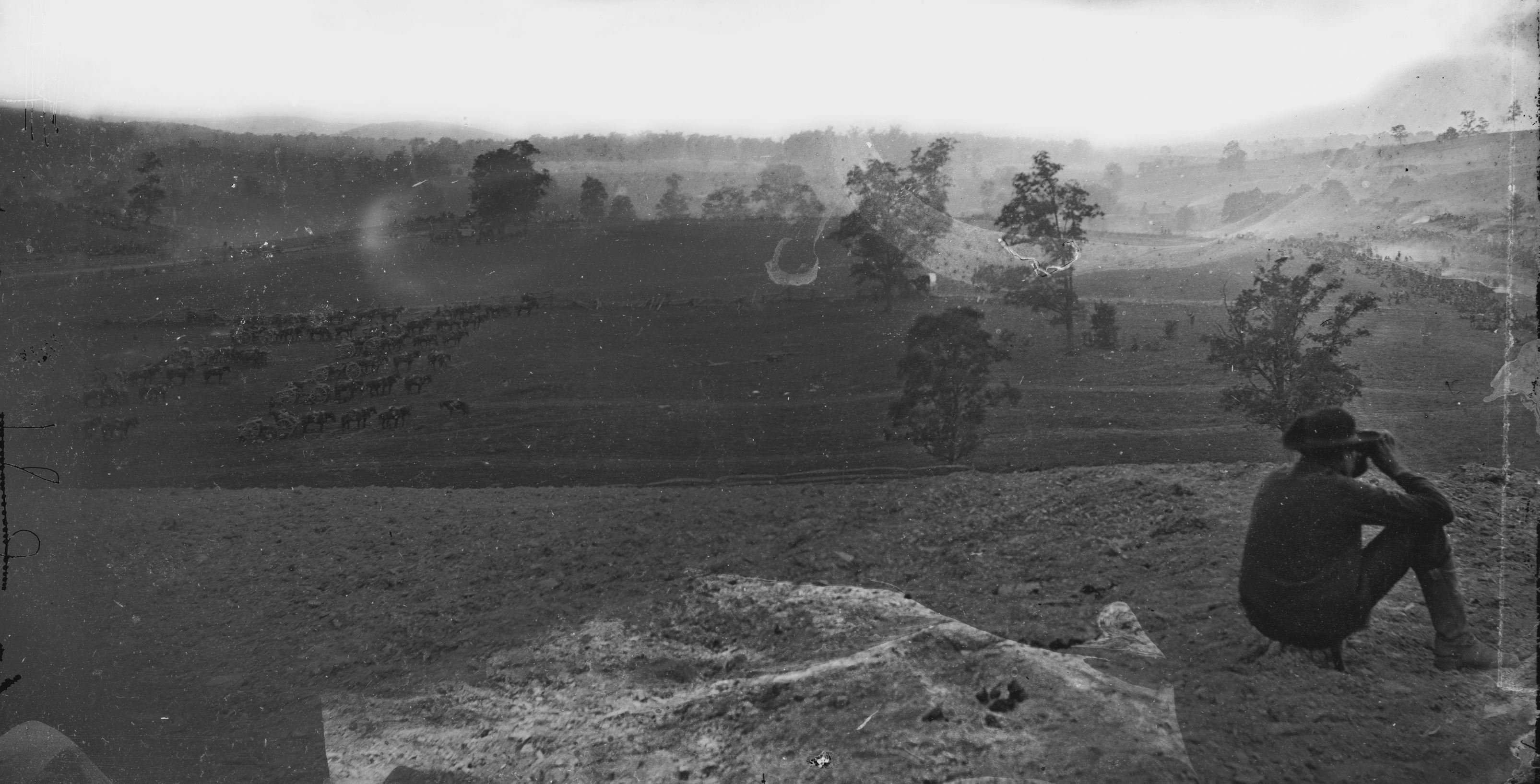
Az antietami csatatér;Alexander Gardner felvétele
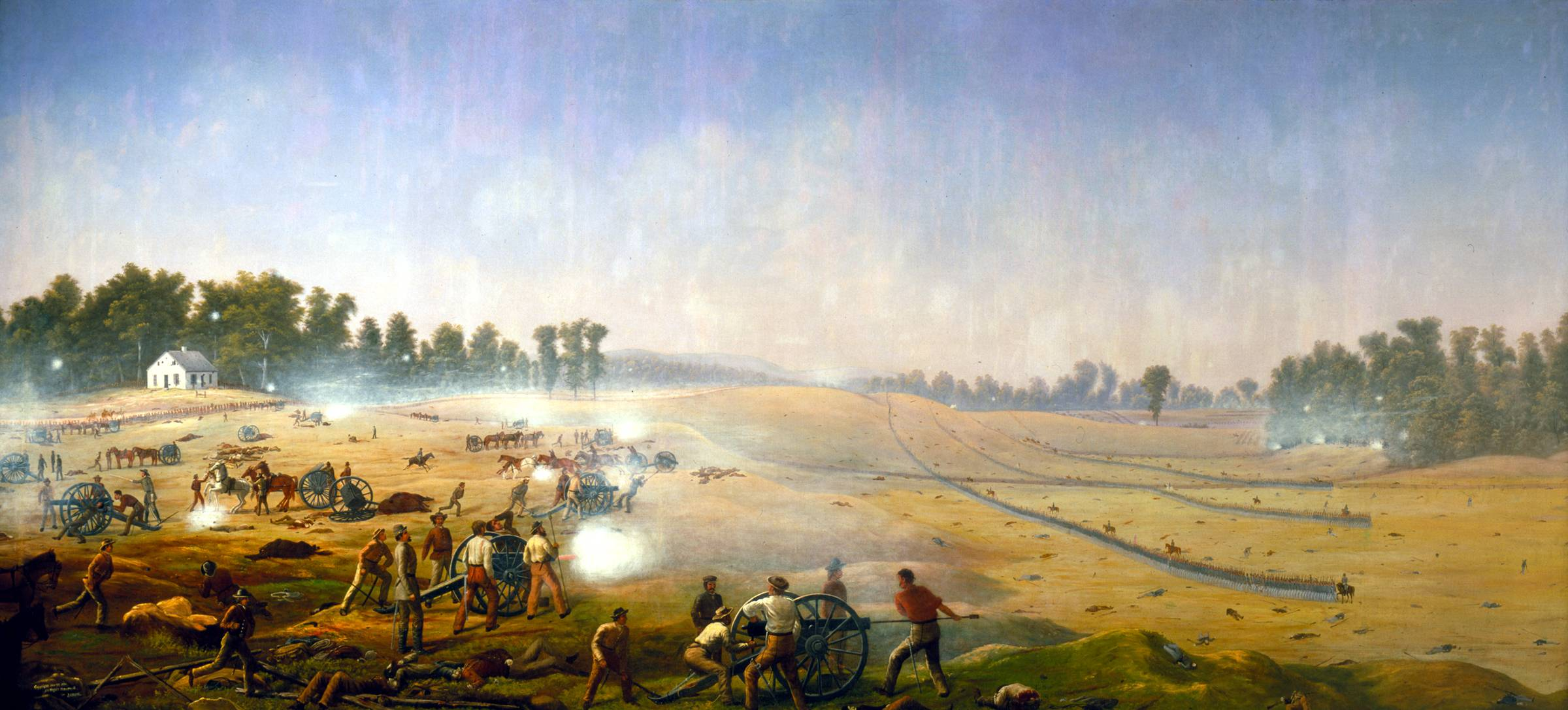
James Hope százados Tüzérségi Pokol c. festménye(a Dunker Church a kép balszélén látható)
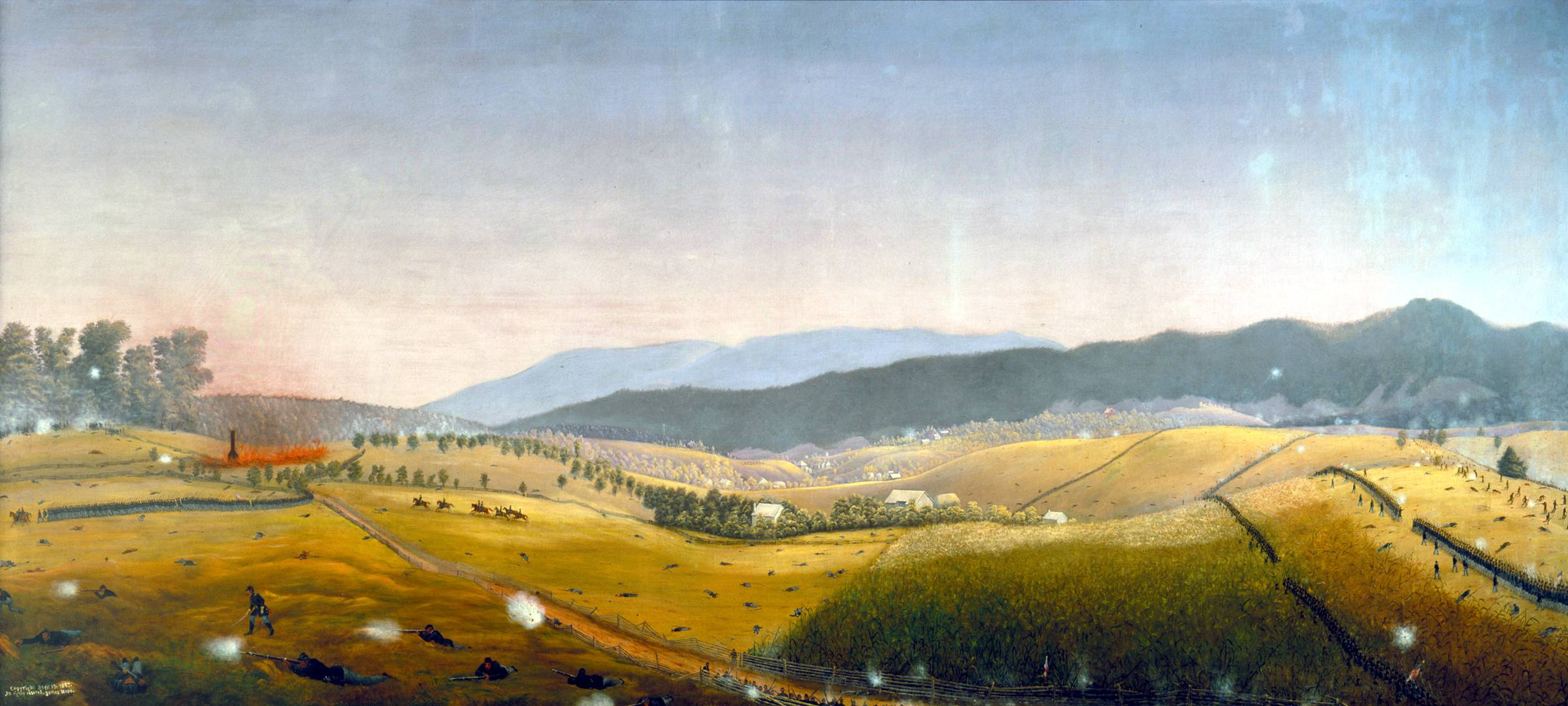
„Végzetes Fordulat” — Kora délelőtti látvány keleti irányban, a Roulette-farm irányában; James Hope százados festménye
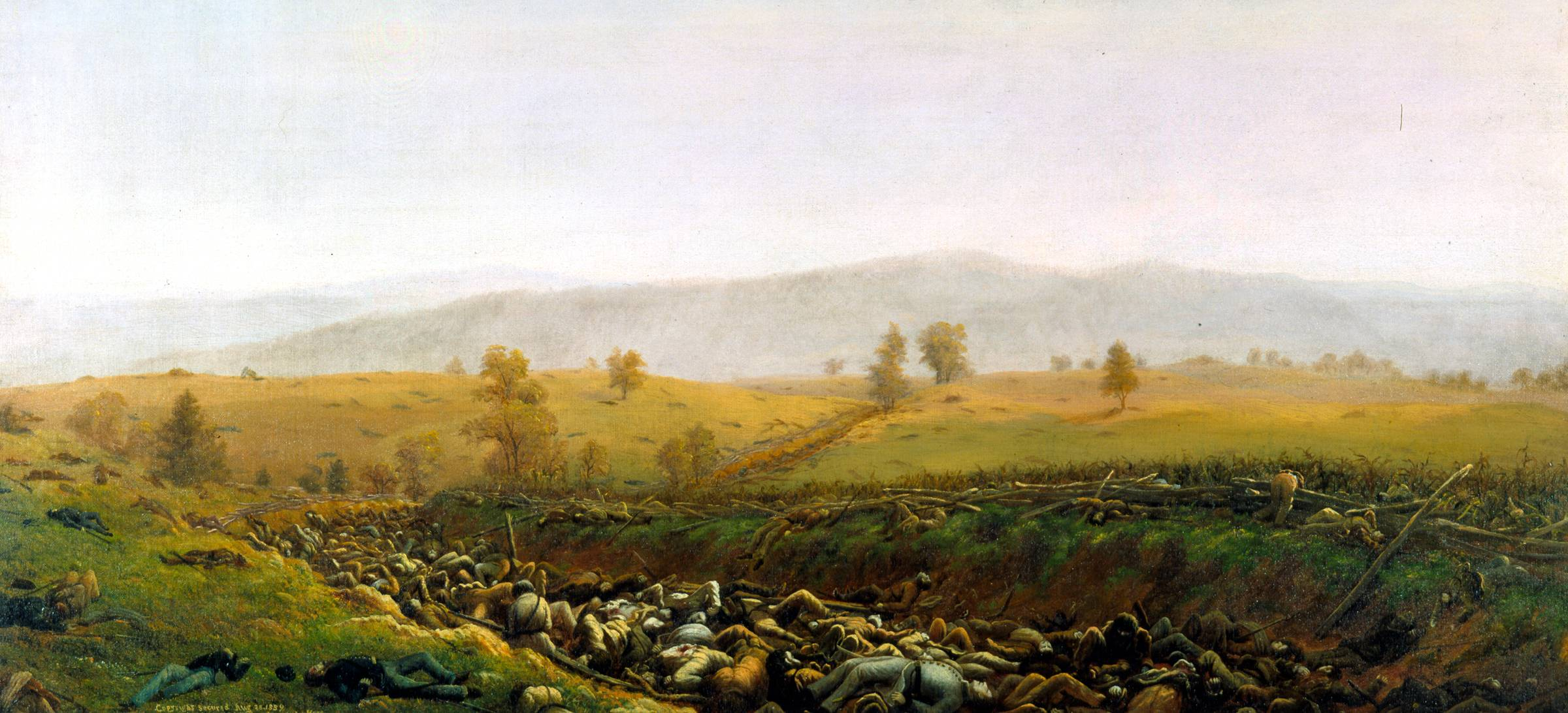
A „Bloody Lane” az eseményeket követően; James Hope százados festménye
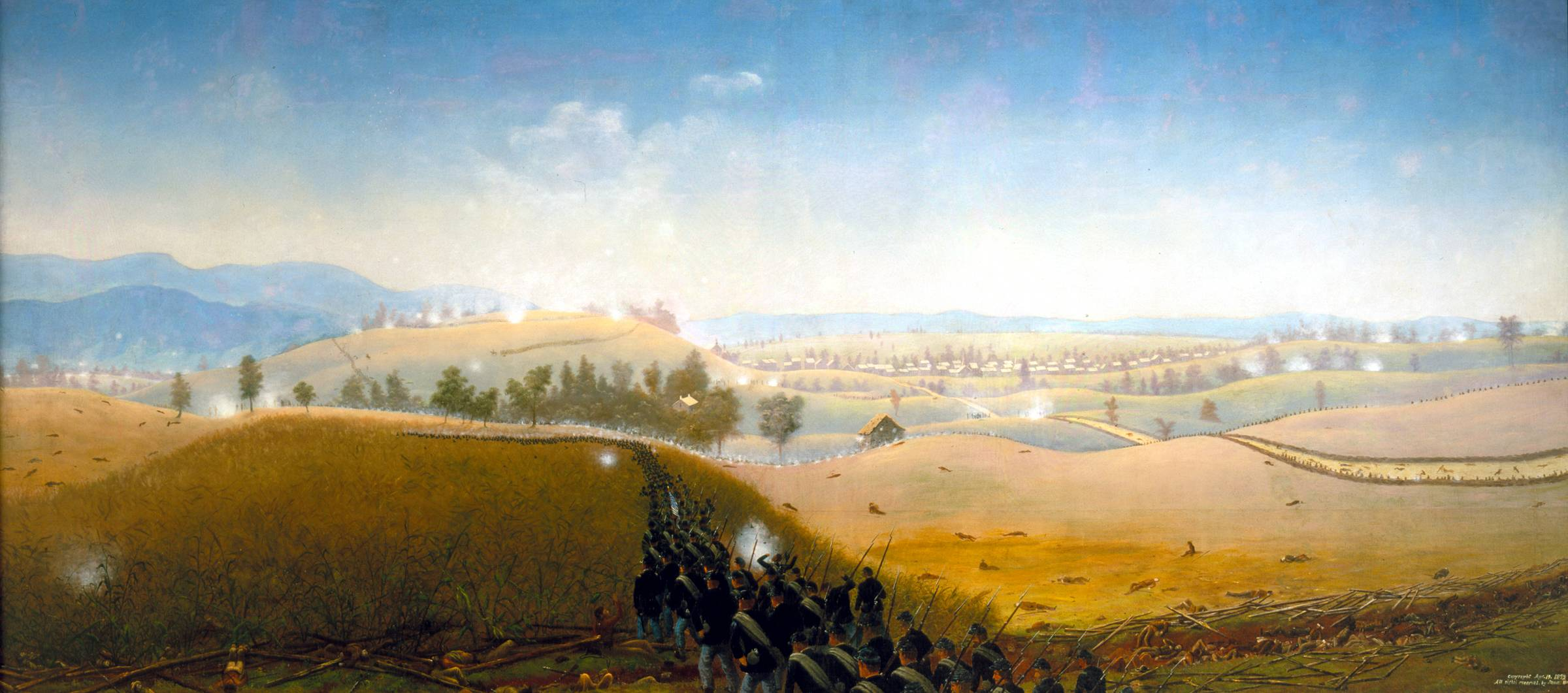
„A hiábavaló roham”; James Hope százados festménye
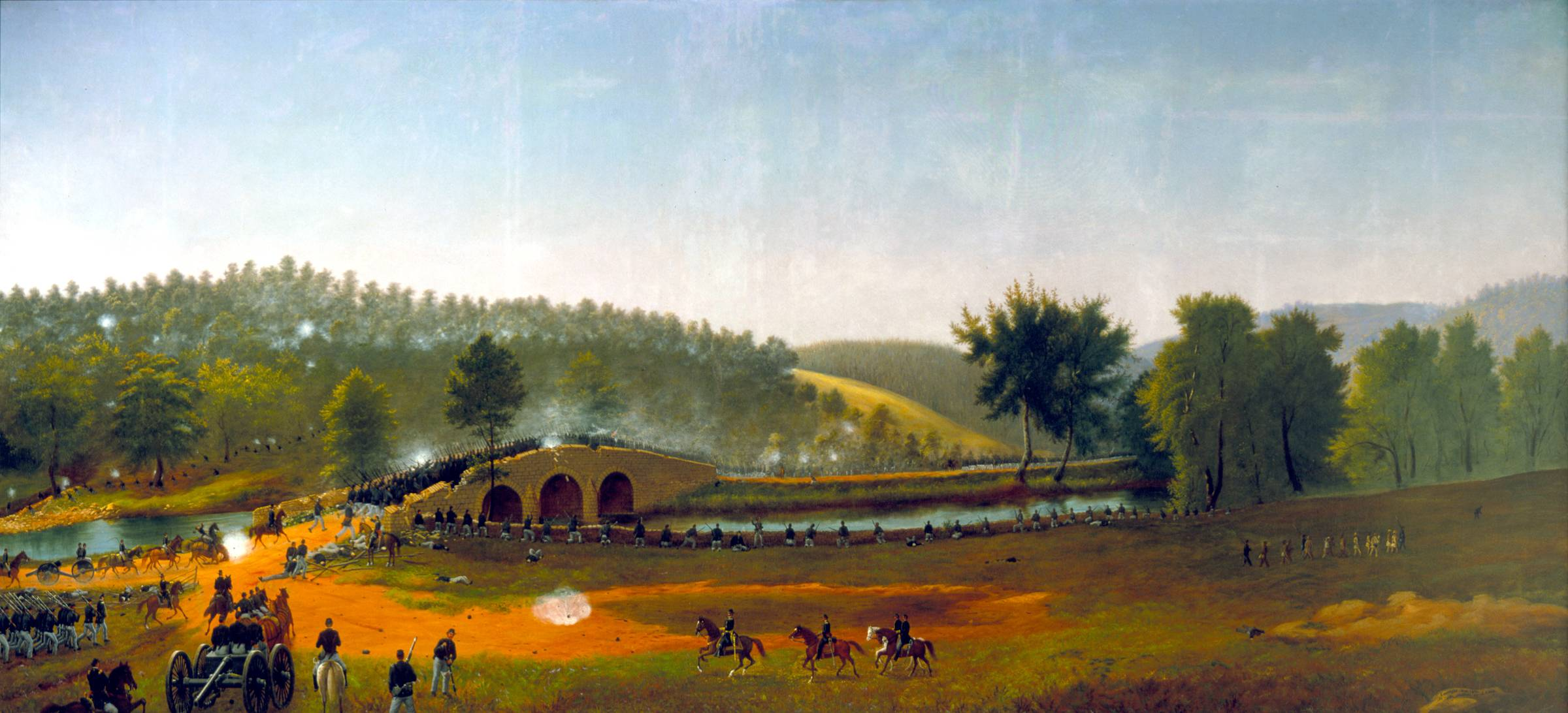
Burnside Hídja; James Hope festménye
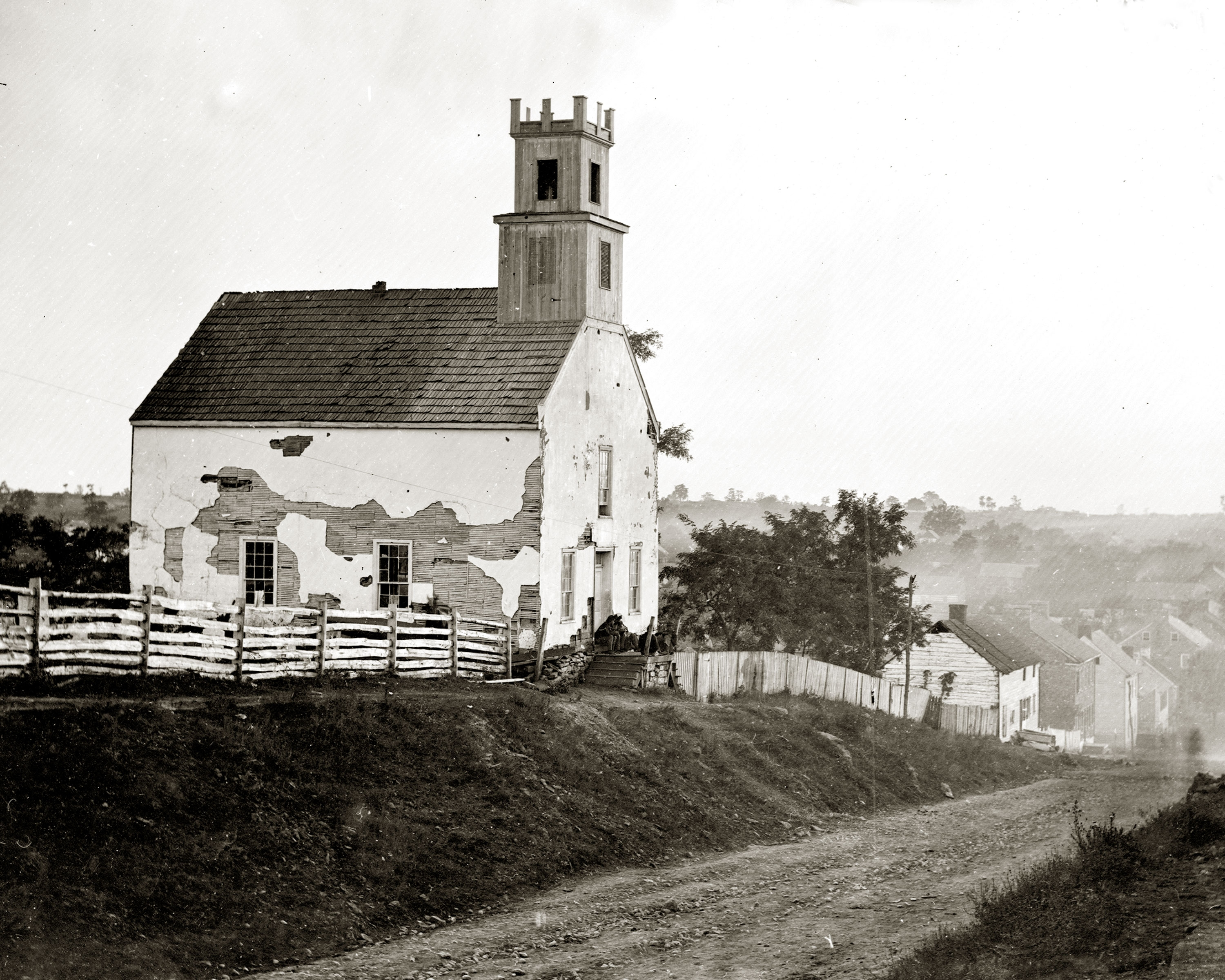
A Sharpsburgtől közvetlenül keletre álló evangélikus templomig jutott az unió legsikeresebb rohama az 1862-es Antietami csatában

## Fordítás
- Ez a szócikk részben vagy egészben  a   Battle of Antietam című angol Wikipédia-szócikk ezen változatának fordításán alapul.  Az eredeti cikk szerkesztőit annak laptörténete sorolja fel. Ez a jelzés csupán a megfogalmazás eredetét és a szerzői jogokat jelzi, nem szolgál a cikkben szereplő információk forrásmegjelöléseként.